# Escultura del Renacimiento en Italia

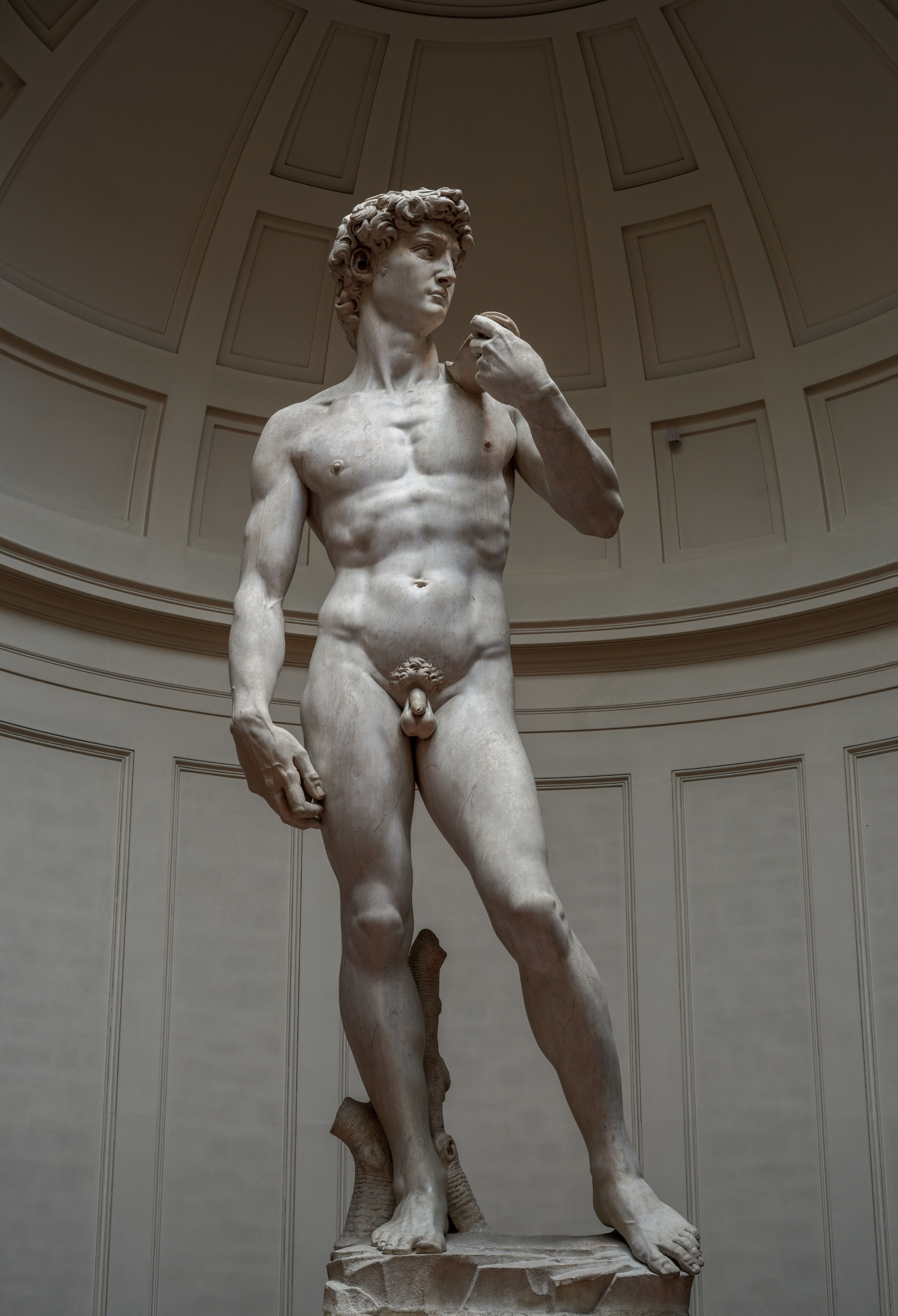
Michelangelo: David, 1501-1504. Galleria dell'Accademia, Florencia.

La escultura del Renacimiento italiano expresa el período aproximado entre fines del siglo XIV y principios del siglo XVI, cuando la escultura italiana expresó una reacción en contra de los principios de la estética gótica y la asimilación de la influencia del arte de la antigüedad clásica, el humanismo y el racionalismo, y desarrolló un estilo que fusiona elementos naturalistas e idealistas en proporciones variables. Después de las pruebas preliminares en Pisa, Siena y otras ciudades en el estilo italiano renacentista norte-central, apareció por primera vez con claridad, en Florencia. Algunos autores indican el inicio "oficial" del renacimiento en 1401, cuando se celebró en Florencia un concurso público para la creación de las puertas de bronce del Baptisterio de San Juan, y otros apuntan a 1408, cuando se le encargó a Donatello y a Nanni di Banco un grupo de esculturas de santos para la fachada de la Basílica de Santa Maria del Fiore. De todos modos, la escultura era el arte de la adopción de una nueva estética, y fue uno de los más representativos de las artes del Renacimiento italiano entero.
Las principales características de la escultura del Renacimiento italiano fueron su definición ósea, su forma de adquirir el conocimiento y la educación, como también un instrumento de la ética pública, y su preocupación por integrar a la oposición, entre el interés por la observación directa de la naturaleza y de conceptos estéticos idealistas desarrollados por el humanismo. En un momento, en que el hombre se colocó en el centro del universo, su representación también asumió un papel central, con el resultado de que florecieron los géneros de desnudo artístico y el retrato, que desde el final del Imperio Romano habían caído en el olvido. Se reanudaron también temas mitológicos, se estableció un cuerpo de teoría para legitimar y orientar el arte de la época, y se hizo hincapié en la estrecha relación entre el conocimiento teórico y una rigurosa disciplina de trabajo práctico como una herramienta esencial para la creación de una obra de arte calificado. La escultura del Renacimiento italiano en sus tres primeras fases fue dominada por la influencia de la escuela de Toscana, Florencia, que era entonces el mayor centro cultural italiano y una referencia para todo el continente europeo. La fase final se llevó a cabo por Roma en una época dedicada a un proyecto de afirmación de la universalidad de la autoridad del papado como el heredero de San Pedro como del Imperio Romano.
A efectos prácticos este estudio abarca hasta el año 1527, cuando después de una serie de invasiones de Italia por españoles, franceses y alemanes, la ciudad de Roma fue brutalmente saqueada por las tropas del Sacro Imperio Romano. Un cambio de equilibrio político en Europa que estos eventos dieron origen, junto con una drástica caída en el optimismo, el racionalismo y las artes liberales que caracterizaron la cultura local, y el efecto más preocupante de la Reforma protestante en el ambiente religioso, rompiendo la unidad del cristianismo, justificó la limitación a esa fecha del movimiento renacentista italiano, aunque algunos autores extienden hasta el siglo XVII. Pero es una opinión actual entre los eruditos, consagrada por los editores de la Enciclopedia Británica, que esta última fase, que se refleja en el arte llamado Manierismo, debe ser descrita de forma independiente, ya que es en muchos sentidos distinta de los valores más comúnmente asociados con el Renacimiento.

## Antecedentes
A pesar de que pueden ser marcados hitos importantes en la historia de la cultura, han sacado a la luz importantes cambios respecto a los hábitos anteriores, el Renacimiento no representaba un giro repentino de la nada. Con relación a la Edad Media, por el contrario, era más una intensificación; un proceso de la continua evolución de un interés por las cosas de la antigüedad que existen desde hace siglos. Sus raíces del humanismo, el naturalismo, el racionalismo y el idealismo fueron puestos en libertad desde la Grecia antigua, en torno al siglo VI a.c., y nunca del todo perdido de vista a los italianos, en cuya tierra se perpetúa varias reliquias del Imperio Romano, se un heredero de la tradición griega y el principal agente de su primera transmisión a la posteridad. Además de monumentos y obras de arte, una parte importante de la literatura greco-romana y filosófica del arte se ha conservado a lo largo de la Edad Media a través de la obra de escribas varios monasterios de Europa, y muchos principios clásicos se incorporaron en el pensamiento cristiano religioso y filosófico. Por lo tanto, a pesar de que el cristianismo ha oscurecido o adaptado los principios de servir a su doctrina, el mundo sigue siendo un clásico de referencia viva, no solo para los italianos, sino para varios pueblos europeos. Por otro lado, el cristianismo introdujo en Europa la noción de pecado, la doctrina del infierno y repudió el cuerpo humano, y por lo tanto se crea una atmósfera psicológica algo sombrío a lo largo de la Edad Media, por lo que el hombre común se considera a sí mismo un ser abyecto y cuyo Dios era un tirano furioso e incansable, siempre dispuesto a vengar los insultos más crueles formas.
Una tendencia a reformar esta situación comenzó con la consolidación de las primeras universidades. Desde mediados del siglo XI París se había convertido en el mayor centro teológico desarrollo y cultural de Europa a través de la presencia de grandes filósofos y pedagogos como Pedro Abelardo y Hugo de San Víctor, y el funcionamiento de varias escuelas, que se fusionaron para formar, en torno a 1170 la Universidad de París. En el ámbito académico, bastante liberal y relativamente independiente de la Iglesia, una filosofía ganado terreno humanista y estructurada la doctrina del purgatorio, que ofrecía un escape del infierno por una etapa preliminar de la purificación de la ascensión al cielo. Al mismo tiempo, la Virgen María y otros santos comenzaron a ser considerados grandes abogados de la humanidad con la justicia de Cristo. En este proceso la vieja tendencia de la fe cristiana para corregir al pecador a través del miedo y la amenaza con la condenación eterna fue mitigado por las visiones que enfatizaban la misericordia en lugar de la ira divina, y que tuvo más en cuenta la fiabilidad inherente a la naturaleza humana. Al mismo tiempo que el humanismo enseña en las escuelas de filosofía redefinido los principios fundamentales de la fe, permitió también la absorción de elementos en el arte de la antigüedad clásica, se aflojó la estricta ética que guían el pensamiento moral en los siglos anteriores, y dirigió el ambiente cultural hacia una mayor secularización, favoreciendo el desplazamiento del interés por lo sobrenatural y lo mundano a lo humano. Y también rescató el valor de la belleza pura de las formas que se habían perdido desde la antigüedad, teniendo en cuenta, al igual que Tomás de Aquino, la belleza se asoció estrechamente con la Virtud, que se deriva la coordinación de las partes de un objeto en las proporciones correctas y la expresión plena de su naturaleza esencial. Según Hauser, este período, llamado el gótico, se completó Adán, originalmente en la fachada de Notre-Dame de París, c. 1260.

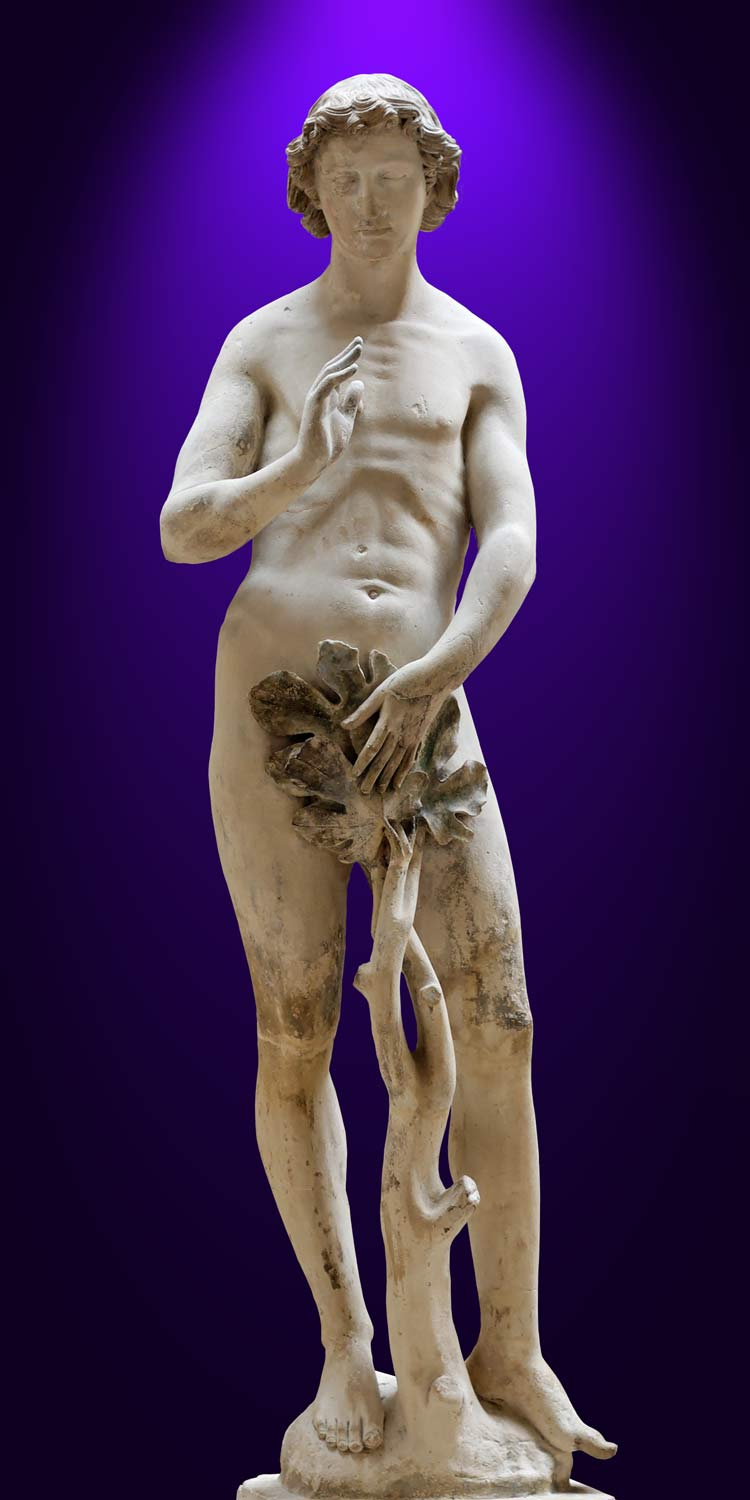
Adán, atribuido a Pierre de Montreuil, originalmente en la fachada de Catedral de Notre-Dame de Paris, c. 1260.

"... La gran transición del espíritu europeo del Reino de Dios a la naturaleza, las cosas eternas para el entorno inmediato de tremendos misterios escatológicos de los secretos más inofensivos del mundo creado. [...] La vida orgánica, que después Al final de la Antigüedad había perdido todo significado y valor, una vez más se convierte en realidad honorable y sensato de las cosas individuales se alzan ahora como sujetos de un arte que ya no requiere explicaciones sobrenaturales. Ningún ejemplo mejor de esto que el desarrollo palabras de Santo Tomás de Aquino, "Dios se deleita en todas las cosas, cada uno de acuerdo con su esencia." Ellos son el epítome de la justificación teológica a fondo del naturalismo. Todas las cosas, por pequeña y fugaz que sea, tiene una relación inmediata con Dios, todo expresa la naturaleza divina en su propio camino y por lo tanto gana valor y significado para el arte ".
En agradecimiento por el proceso natural del cuerpo humano se benefició especialmente, porque hasta entonces era visto más como una pieza de carne sucia y despreciable en tanto que fuente de pecado. Esta aversión al cuerpo una nota anterior omnipresente en la cultura religiosa y la representación del hombre se impuso por una estilización que minimizaba su carnalidad, pero ahora abandonado definitivamente esquematismo simbólico del románico y el gótico primitivo de alcanzar en poco tiempo un naturalismo que no se ve desde el arte greco-romano. La cifra real de Cristo, especialmente representado ante el juez Rey y Dios se humaniza, y la adoración de la humanidad llegó a ser considerado el primer paso para conocer el verdadero amor divino. La conquista del naturalismo fue uno de los más fundamentales de todos gótica, haciendo posibles los avances siglos venideros renacentistas aún más notable en relación con la mimesis y la dignidad artística del hombre en su ideal de belleza. Como ha dicho Lander,
"... A finales del siglo XI, la espiritualización había llegado a un clímax más allá del cual era imposible continuar, por lo que la primera mitad del siglo XII fue un punto de inflexión en la historia de la imagen del hombre en el arte cristiano, así como en el desarrollo de doctrina de la similitud entre la imagen del hombre y de Dios ".

### Siglos XIII-XIV: Propio renacimiento

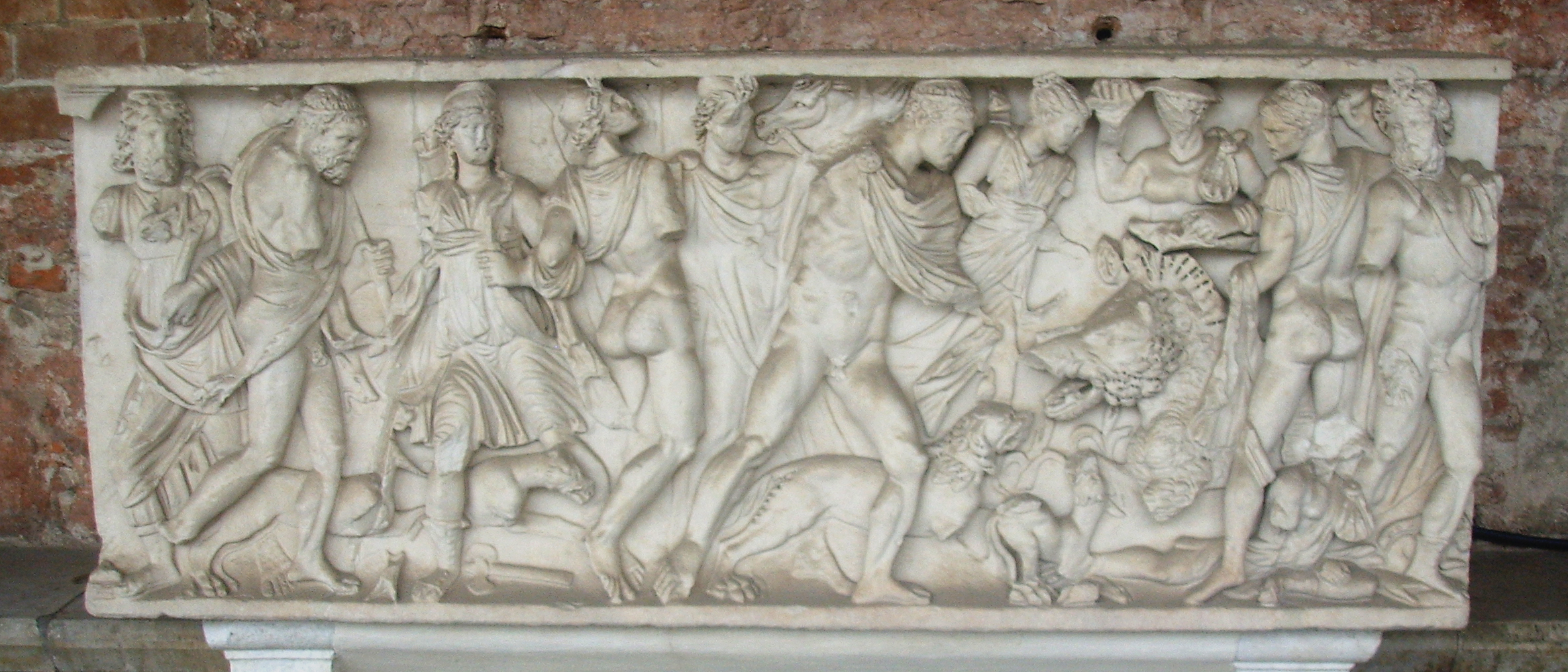
Sarcófago romano do Campo Santo, Pisa.

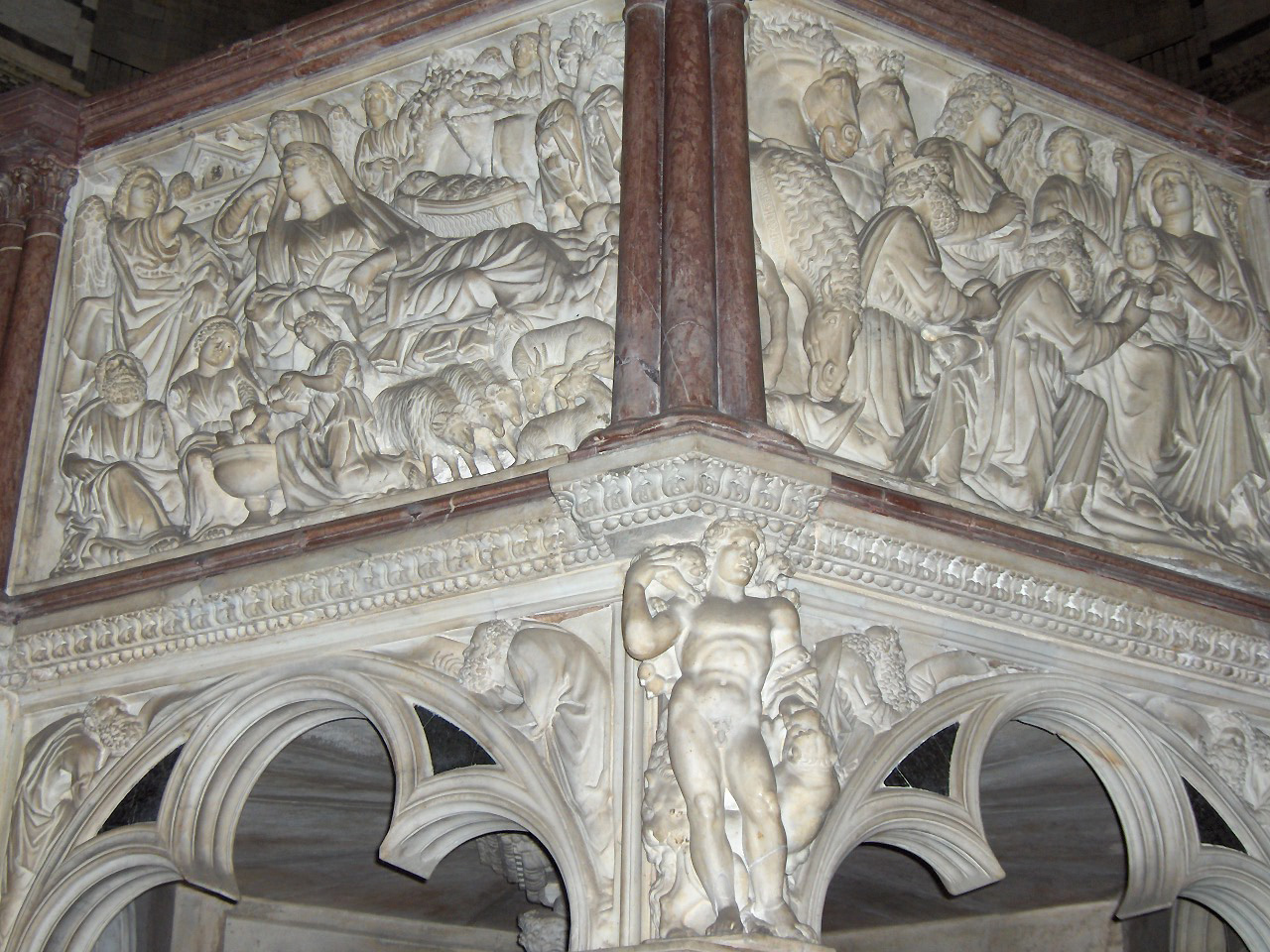
Nicola Pisano: Detalles del púlpito de Pisa de Baptisterio, con la figura de Daniel por debajo

El propio Renacimiento en Italia fue precedida por un período de fermentación cultural importante desde mediados del siglo XIII, inspirado en parte por la presencia de un nuevo movimiento religioso provocado por las órdenes mendicantes, especialmente fundada por San Francisco de Asís, que predicó entre el que habla mal de la belleza de la naturaleza y la dignidad del hombre, favoreciendo una relación más directa e íntima con Dios, y su ejemplo de vida anima intelectuales y artistas de ver el mundo con otros ojos, con más optimismo. Otro elemento de gran importancia fue el desarrollo de la literatura de Dante Alighieri, Boccaccio y Petrarca, con el resultado de producir una poesía concentrada en la experiencia interior y las variaciones de la naturaleza humana, expresada en la lengua vernácula, pero inspirado por los modelos latinos. El contexto italiano presenta características únicas así que se puede decir con justicia que fue la cuna del Renacimiento. Petrarca fue al parecer primero que entendió la antigua civilización como un independiente, ya partir de esto se desarrolló un plan de estudios centrado en lengua clásica, desde la antigüedad tuvieron que ser mejor comprendidos, deben estar en sus propios términos, es decir, disponibles antes del latín como vehículo de las ideas modernas, como era entonces la práctica, uno debe estudiar latín, ya que fue utilizado por la antigua Roma, y perseguir al viejo ideal de la elocuencia como una unión entre la habilidad retórica y literaria con las virtudes morales, y como instrumento de la educación pública. Como dijo Leonardo Bruni en la próxima generación, Petrarca mostró cómo el conocimiento se deben adquirir. Otro factor importante fue la invitación al erudito griego Chrysoloras Manuel en 1397 que iba a enseñar en Florencia. Con él, el estudio de griego, que había sido abandonada durante siglos, comenzó a ser considerado casi tan importante como el latín, y ha insistido en que los autores griegos sabían de las primeras fuentes, no resúmenes y comentarios medievales estimular la demanda de los textos clásicos y originales inaugurando una nueva etapa en los estudios humanísticos.
Las consecuencias de este nuevo sistema de estudios clásicos no se hicieron esperar en las otras artes, y sus primeros resultados prácticos en la escultura apareció en Pisa, cuyos escultores del siglo XIII se interesó en el estudio de los restos romanos de la ciudad, especialmente las lápidas, capiteles y sarcófagos el decorado Campo Santo, el cementerio local. Una escuela de pintura de esta época, influenciado por el arte bizantino, a su vez, un heredero directo de la tradición romana, también jugó un papel importante en el rescate del clasicismo. El primer escultor importante del siglo XIII a trabajar en Pisa era Nicola Pisano, quien alrededor de 1260 produjo un púlpito para el baptisterio de Pisa, que se considera una manifestación precursor de este arte renacentista, que resume la influencia del gótico francés, clasicista y bizantino. Después de terminar el trabajo, Pisano fue nombrado a Siena, donde otro púlpito tallado para la Catedral, cuyo estilo es similar. Su hijo Giovanni Pisano heredó su taller, pero era algo reaccionario en estilo, permaneciendo dentro de la bola más gótico, pero su sentido del espacio y la forma no es propiamente medieval y no muestra la influencia francesa. Obras producidas de gran elegancia y austeridad, líneas limpias y puro, como el retrato de Enrico Scrovegni. como sus contemporáneos Tino di camaino seguido más o menos la misma línea de trabajo, una intersección de las corrientes estilísticas que sería típico de todo el Trecento. Andrea Pisano fue el autor de los relieves de la puerta sur del Baptisterio de Florencia y arquitecto de la catedral de Orvieto, donde se contó con la colaboración de Lorenzo Maitani, que creó cuatro grandes relieves de la fachada. Su generación fue dominada por la influencia de la pintura de Giotto, que también proporcionó el diseño de varias esculturas. Andrea Pisano fue a su vez maestro Orcagna, cuyo tabernáculo en Orsanmichele es una de las obras maestras de la época, y di Giovanni Balduccio, autor de un monumento funerario refinado y complejo a la Basílica de San Eustorgio de Milán.
Sin embargo, a mediados del siglo XIV dos grandes epidemias de peste asolaron Italia, cobrando la vida de 50 a 80% de la población en algunas regiones, y luego vimos la península inmersa en un período de guerras civiles. En Florencia, la situación ya era crítica para la aparición de una gran inundación en 1333 que destruyó gran parte de la ciudad, con las pérdidas agrícolas causadas hambrunas, y la quiebra de varias casas bancarias más importantes de la próxima década. Estos factores desviado la atención de la cultura, de modo que el entusiasmo por los clásicos fue eclipsado por las preocupaciones políticas y sociales. Además, los desastres naturales y la guerra provocó un intenso período de resurgimiento religioso, por lo que la tendencia general temporalmente revertido arte gótico, que duró hasta el final del siglo, no aparece hasta que no se nombre ningún otro de gran prominencia.

## Antecedentes y visión general

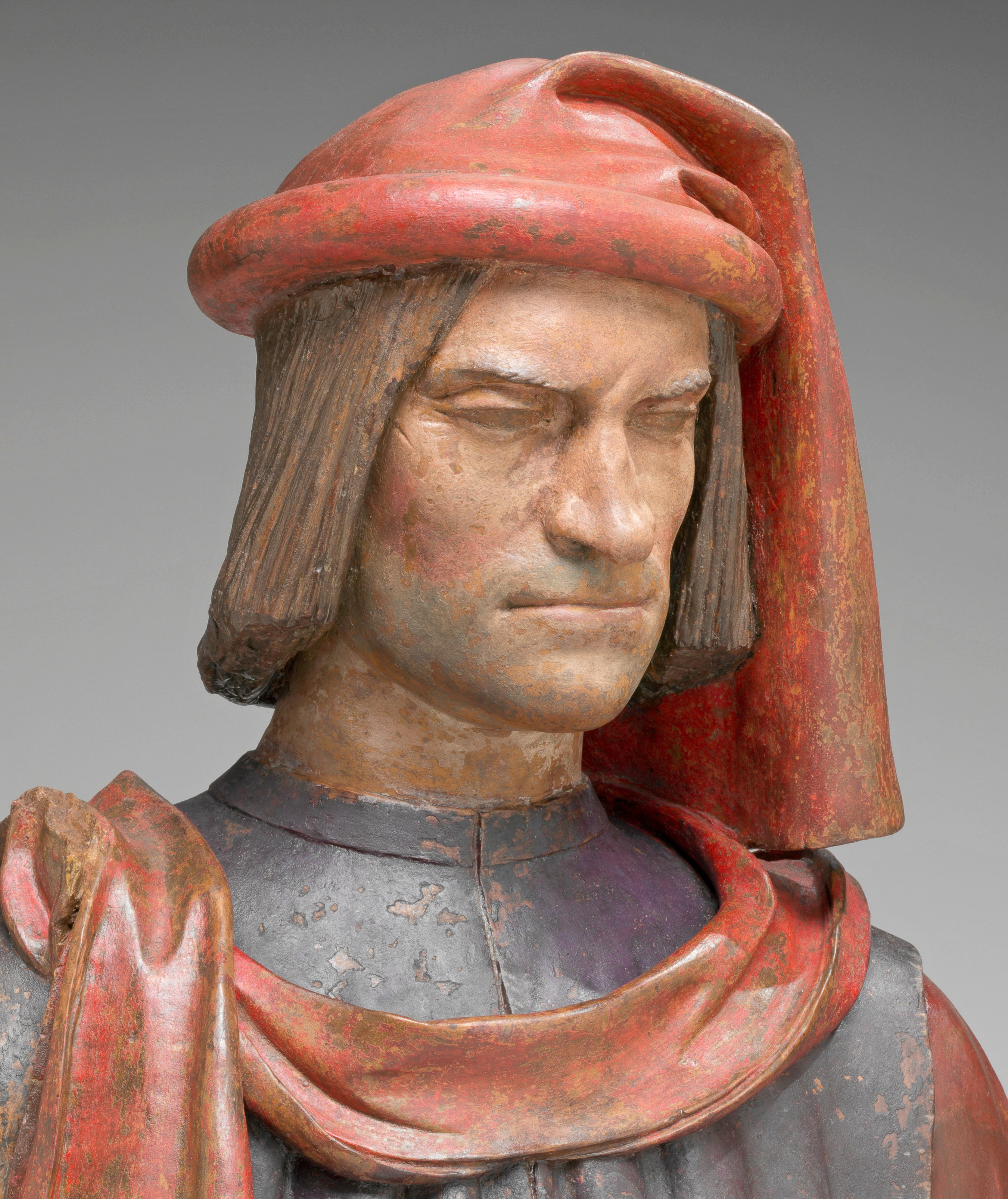
Verrocchio: Busto de Lourenço de Médici, llamado El Magnífico (1480), una de las más importantes mecenas del Renacimiento. National Gallery of Art.

En 1401, como ya se dijo, el municipio de Florencia abrió un concurso para crear las puertas del Baptisterio de San Juan, que dirigía Lorenzo Ghiberti, Filippo Brunelleschi y Donatello. Ganó el primero, y los otros dos entonces viajaron a Roma para estudiar la arquitectura y la escultura de los antiguos romanos, ya su vez aplica los conocimientos adquiridos, dar un nuevo impulso al cultivo de los ideales clásicos. En ese momento Florencia, ahora recuperado, pasó por un período de muy favorable a la cultura y las artes. El establecimiento de la primacía política en toda el área alrededor de ella se convirtió en una cuestión de orgullo cívico de los monumentos florentinos y estatuas en su ciudad, cuyo costo fue financiado por las familias adineradas de los banqueros y comerciantes, entre quienes se encontraban los Medici, que ascendieron al poder político en 1434 y permaneció allí hasta 1492. Durante su administración, los Medici patrocinado todas las actividades artísticas y humanísticas que se asocian con el Renacimiento, y su palacio se convirtió en el centro de cultivo más importante de Italia durante el siglo XIV, la atracción de los artistas más famosos, filósofos, filólogos y otros estudiosos. A través de la investigación de Poggio Bracciolini por los monasterios en el norte, donde numerosos redescubierto textos clásicos consideraban perdido, y la influencia de otros intelectuales griegos huyeron a Bizancio después de su caída en manos de los turcos en 1453, los florentinos conocían una serie de obras filosóficas y literarias de la antigüedad dando lugar a una escuela sincrética derivada de diversos antiguas escuelas de pensamiento, como el neoplatonismo, la gnosis, el hermetismo, el estoicismo y el escepticismo, impulsados más que la filosofía moral a la metafísica. Poner al hombre de nuevo en el centro del universo con un ser glorioso, libre, digno como la imagen de la deidad y el árbitro de la Naturaleza, y la formación de una nueva visión acerca de Dios, tuvo una enorme influencia en la filosofía europea desde hace muchos siglos por venir. El laicismo de esta nueva doctrina, cuyo mayor exponente fueron Marsilio Ficino y Pico della Mirandola, la elocuencia prestigiada, las políticas, la ciencia, el arte, la historia, el éxito mundano y la fama, y acabó siendo acusado de arruinar a los valores del cristianismo pero el argumento en contra de los humanistas era que una sólida preparación cultural y moral sería la mejor introducción a la verdadera vida cristiana, y ahora está diciendo que la gente era libre de determinar su destino, nunca negó que este objetivo se definió en un contexto cristiano. En esta resurrección del pensamiento griego circular de nuevo a sus ideales relacionados con el arte, cuya principal característica es un enlace a la belleza de la virtud moral, tanto en la expresión naturalista e idealista. El Belo llegó a ser visto como una forma de acceder a la contemplación de Dios y la Verdad, y la Verdad por amor al arte y que era necesario para los artistas a estudiar con gran atención la anatomía del cuerpo humano, las leyes de la perspectiva, de proporción y perspectiva, los efectos de física y psicológica colores y la luz, en un espíritu que tenía un montón de investigación científica y racional. En este momento resurgió la figura humana y, sobre todo desnudo como los campos preferentes de investigación artística, mientras que los personajes asumió funciones sagradas más humana y poética. A finales de Niccolò Machiavelli resumió la visión de la era renacentista al informar sobre su experiencia cotidiana de estudiar en la biblioteca:
"En la puerta les dejo mi ropa sucia durante todo el día. Visto a mí como si yo me presentó ante los tribunales reales como embajador florentino. Luego vestirse decentemente, entró en las antiguas cortes de los grandes hombres de la antigüedad. Reciben me amistosos, a obtener la comida que me queda bien y para el que nací Sin falsa modestia, puedo hablar con ellos y pedirles que las causas de los acontecimientos, y su humanidad es tan grande que ellos me responden Durante cuatro horas de duración y feliz me pierdo… Ellos. Olvidar todos mis problemas, no tengo miedo a la pobreza o la muerte. Me convierto totalmente su imagen ".
Florencia, cuyos bancos tienen varias sucursales fuera de Italia y cuyos comerciantes hacían negocios en toda Europa, se convirtió en un importante referente cultural en gran parte del continente a lo largo del siglo XV; fue un centro importante de la Italia del Renacimiento. Siena, Roma, Milán, Venecia, Nápoles y otras ciudades, a pesar de desarrollar una actividad artística significativa, hicieron algunos experimentos hacia el clasicismo, pero aun así continuaban siguiendo la estética florentina, por muy anticuada que pareciese. Además, la mejor escultura de todo el período no solo se producía en Florencia, - con la posible excepción de su final - sino que también contaba con el mayor número de obras, y en general las mejores obras se encontraban en ciudades cercanas, o también eran productos importados de Florencia, asimismo creados bajo su influencia directa, por maestros locales. L. J. Freeman dijo que hablar de escultura del Renacimiento italiano es casi lo mismo que hablar de escultura florentina, y Wilhelm Von Bode lo asemeja a la antigua Atenas del siglo V aC por el importante papel que tiene como centro fundador y radiante de un nuevo canon de arte. Aunque en la crítica moderna, generalmente se niegan a descartar los centros regionales y otros tan solemnemente se han dedicado en los últimos años a ampliar en gran medida el estudio de estas escuelas y mejorar su individualidad. Se resume que el pensamiento sigue siendo válido. Las crónicas de los visitantes extranjeros en el decimoquinto siglo no dejan de alabar la belleza y la magnificencia de la ciudad, decorada con profusión de monumentos, edificios públicos y otras obras de arte exquisitas. El diplomático ferrarés Ludovico Carbone dijo que era "el esplendor y el ornamento de toda Italia", y el Papa Pío II elogió a sus ciudadanos, la belleza ilustre y las proporciones majestuosas de la ciudad, que en ese momento solo fue superada en tamaño por Roma. Para los florentinos poseer el brillo de su ciudad fue una fuente de gran orgullo y un símbolo de las virtudes cívicas, y el espíritu comunal que caracterizó al gobierno florentino se expresó en los diseños arquitectónicos y escultóricos de gran escala, financiados en gran parte por los impuestos públicos.

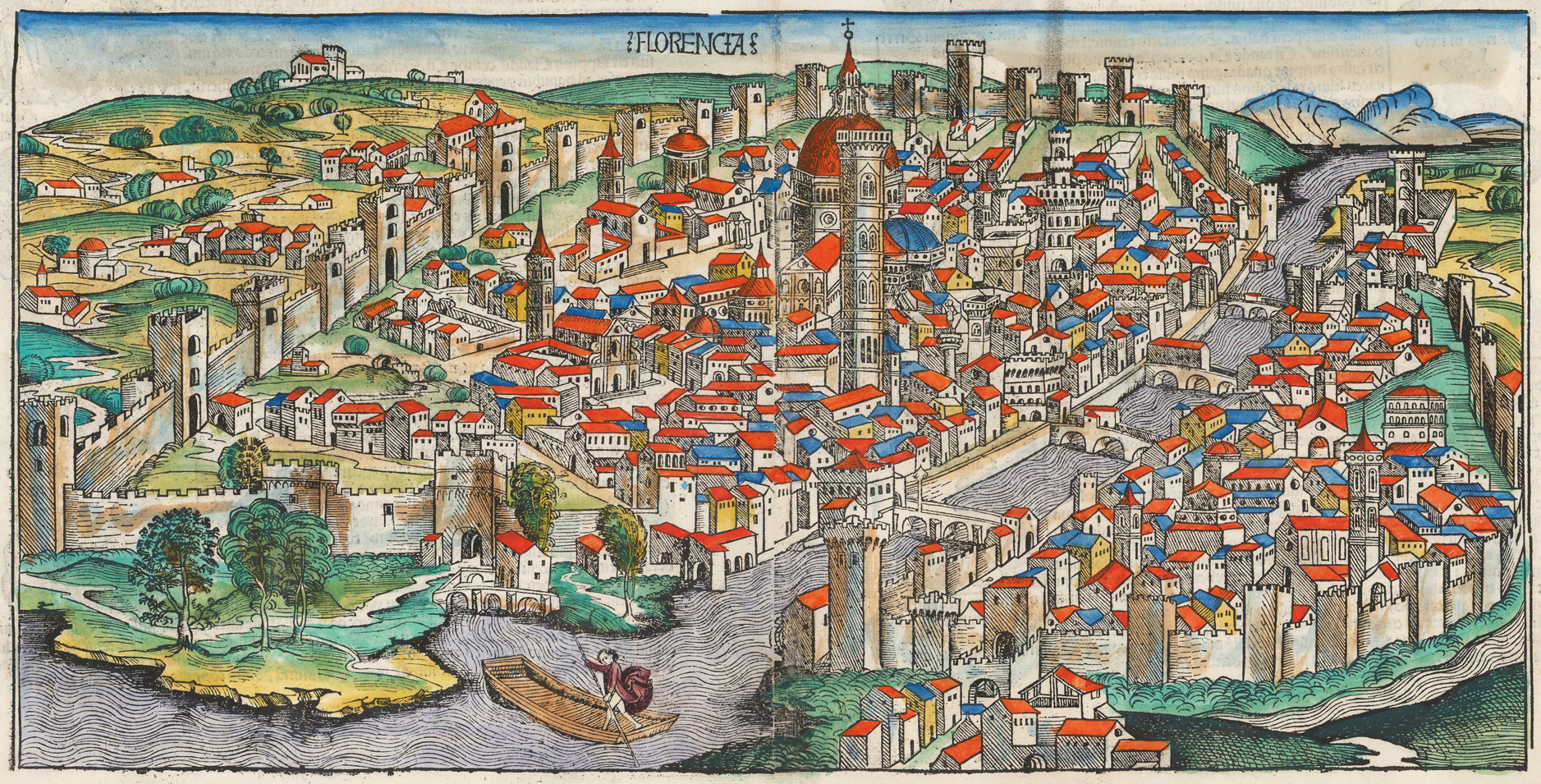
Florencia en 1493, ilustración en Schedelschen Weltchronik

Florencia en 1493, ilustrada en Schedelschen Weltchronik. 
El siglo XV estuvo marcado por una serie continua de conflictos políticos y sociales no resueltos poco satisfactorios, y la brecha entre los problemas de la vida y su solución, se ajustan al pensamiento de Hartt; rara vez en la historia ha sido tan profundo como el Renacimiento italiano, y esto es especialmente cierto para el caso florentino. Para el investigador solo el plan óptimo, en su arte y monumentos. Los florentinos conquistaron el equilibrio, la armonía y la dignidad negada por la realidad cotidiana violenta y turbulenta.
La evolución de la escultura renacentista fue dividida en cuatro fases principales. La primera, entre el final del siglo XIV y las primeras décadas del siglo XV, cuando se establecieron las bases del sistema de proporciones matemáticas, se definió el carácter y las reglas de la mimesis artística, y consistentemente incorporados en las referencias clasicistas escultura. El segundo, aproximadamente entre 1430 y 1450, fue una consolidación de experimentos previos estilo general más o menos estable y unificado, con un diálogo creativo entre las expresiones ideales y realistas. La tercera fase se produjo una rápida diversificación en el espectro estilístico que afectó incluso a los escultores ya establecido, cuando la influencia de la estética florentina comenzó a extenderse a lugares más distantes, como Venecia y Nápoles. Es posible que el malestar social causado por un brote de peste en 1448 y varios terremotos en la década de 1450, junto con la aparición de un cometa Halley en 1453, cuando los cometas se consideraban anuncios mala suerte y calamidades, y la conspiración Pazzi en 1478 contra los Medici, que resultó en el asesinato de Giuliano de Medici, hermano de Lorenzo, han sido en parte responsable de un cambio en el entorno cultural. Otra característica distintiva de la fase de proliferación fue el tema de la mitología greco-romana, estimulado por una serie de hallazgos en excavaciones arqueológicas, la profundización de los estudios clásicos y el interés en la astrología. La fase final fue el Alto Renacimiento llamada, un rango aproximado entre 1480/90 a 1527, cuando Roma se hizo cargo de la dirección de la vida cultural italiana, la influencia del Renacimiento italiano se extendió masivamente por el resto de Europa y el estilo general se ha desarrollado para mostrar una madurez clasicismo, con formas serenas y majestuosas, desechando el teatro y fuertemente centrado el idealismo. El período posterior a 1527, cuando se produjo el saqueo de Roma, es uno de los más controvertidos historia del arte. Mientras que algunos autores tienen como una continuación natural del Renacimiento, otros lo describen de forma independiente dentro de la definición de manierismo. El problema se complica por la proliferación de escuelas regionales e individualizados por la coexistencia de varias tendencias estéticas muy distintas, y esta diversidad, más el cambio en el ambiente cultural en vista de un político, religioso y social nuevo, parece justificar el estudio de esta fase como un movimiento artístico autónomo.

## Ideología e iconografía
Uno de los rasgos característicos de la organización de las principales ciudades italianas era su independencia, muchas de ellos eran ciudades-estados autónomos por un gobierno republicano con las leyes, costumbres e incluso dialectos propios, por lo que las escuelas de arte a menudo se desarrollaban muy diferente. Pero más allá de este rasgo en común, su economía también compartió un sistema general; los gremios dominaron prácticamente todos sectores principales productivos de cada uno de ellos, incluyendo el arte, la poseía, y la fuerza política considerable. Los gremios fueron similares a lo que hoy en día se llama a los sindicatos o asociaciones, que regulan las relaciones entre sus miembros y les proporcionan la asistencia, la gestión de la producción, la distribución de bienes de consumo y la organización de la formación profesional en su especialidad. Aunque esto no ocurrió en las escuelas, sino de manera informal; entre el maestro y el discípulo. Sin embargo, a pesar de que los artistas, entre ellos arquitectos, participaron en un clan, nunca fueron uno de los principales, ni en ese momento el arte dio a su profesional de la alta clase el gozo deseado. A veces fueron considerados meros artesanos, aunque más asociados a las operaciones mecánicas que el prestigioso arte liberal, cuyo estudio tenían acceso solo los nobles, los clérigos y los pocos plebeyos ricos, y sus protegidos. A pesar de su posición social relativamente baja, tuvo una activa participación en el renacimiento de la comunidad, y trabajó la mayor parte de las veces en las costumbres, por ser un trabajo raramente producido de manera espontánea. Por otra parte, la práctica era colectiva, es decir, un maestro que conduce un taller de pedidos y realizado con la asistencia de varios empleados, excepto en los casos de obras muy pequeñas, cuando solamente un solo artesano podía hacerlo. Así, el concepto de la autoría de una obra de arte era muy diferente a la de hoy, y el renacimiento más masivo de la producción solo se puede atribuir a un determinado artista como su mentor, pero él personalmente lo ha realizado en su totalidad. En estos talleres se permitió la transmisión del conocimiento de las técnicas artísticas; aprendices entraban bajo la tutela de un maestro en avanzada edad, con menos de diez años, y permanecía allí durante un tiempo variable que puede llegar a diez años de estudio antes de poder trabajar por su cuenta, y se accedía a través de un examen público. La filosofía conservadora reinante era un trabajo muy duro y por medio de la imitación de renombrados maestros podían formar un buen artista, y la eficacia de su metodología se atestiguaba en el nivel general de la alta calidad de las obras, que en ese entonces formaban parte de los artistas. Los talleres también funcionaban como tiendas, donde los clientes recibían el maestro y le ofreció sus servicios. Las mujeres fueron excluidas del aprendizaje, con muy pocas excepciones.
El concepto de arte para el Renacimiento no se basó principalmente en los principios de la estética, y a diferencia de hoy, las obras de arte tenía un carácter muy funcional, sirvió como vehículo de publicidad para filosófico, político, religioso y social definido y establecido previamente por la comunidad. Poco valor se le dio a la interpretación individual de los temas como se entiende actualmente, y solo al final del Renacimiento con la obra de Leonardo da Vinci, Miguel Ángel y Rafael, esto originó el concepto de genio como creador independiente, un visionario automotivado y original, pero aun así se convirtió en conflictos notorios de Leonardo y Miguel Ángel, principalmente con sus clientes, precisamente por las libertades que tomaron. Gran parte del éxito del artista renacentista se debió a que la élite considera suficientemente confiable, hábil y bien preparado para crear piezas exactamente de acuerdo con los deseos de aquellos que encargó, y porque ciertamente no pondría en cuestión el statu quo con sus puestos de trabajo. Además, los pedidos se rige a menudo por un contrato legal detallado que los materiales discriminados a utilizar, el tiempo de entrega, el tamaño, el tema y el enfoque del trabajo formal. Sin embargo, también es evidente que el artista se esperaba completamente dominado los principios de la estética a la obra que dio lugar hermoso y eficiente, y de hecho, el Renacimiento fue un periodo en el que el arte como una rama de la estética se debatió ampliamente ilustrado por los círculos, y en vista de este período se considera como el punto de partida del arte moderno. Por otra parte, dentro de los límites aparentemente tan duro, aún había mucho espacio para experimentos técnicos y formales.

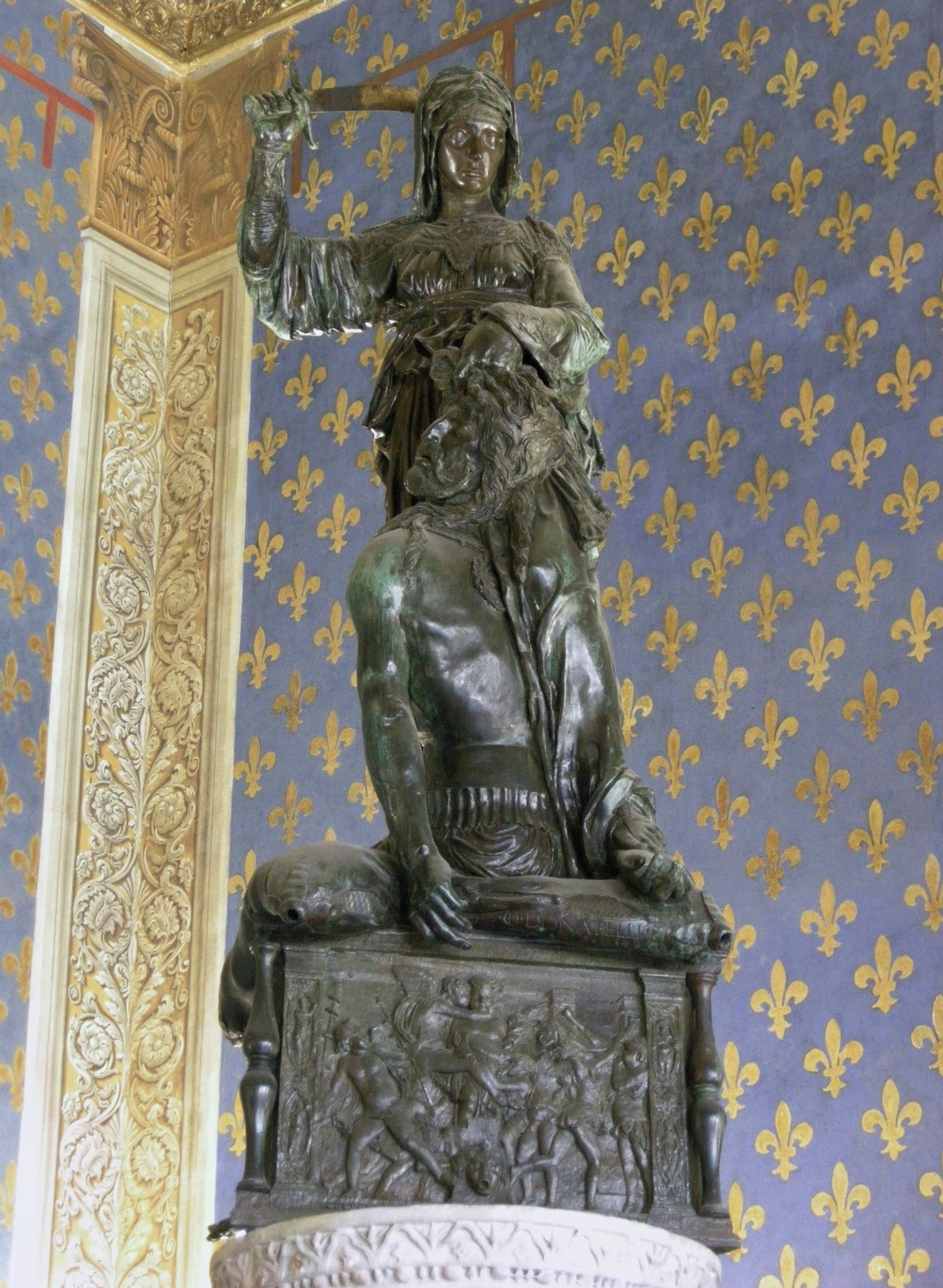
Donatello: Judith y Holofernes, 1455-1460. Palazzo Vecchio, Florencia.

La orientación social de la producción artística puede ser atestiguado por las inscripciones que mostraron algunos monumentos. En Florencia de los Medici encargó una estatua de Donatello de Judit decapitando a Holofernes, cuya base que decía "La salvación del Estado. Médicis Piero de Cosimo hijo dedicó esta estatua de una mujer tanta libertad como la fortaleza, a través del cual los ciudadanos corazón invencible y constante puede volver a la república. Reinos caer a través de lujo, las ciudades subir a través de las virtudes. ¡He aquí el orgullo de cuello cortado por la mano de la humildad ". A los pies de David, del mismo autor, un símbolo de la libertad y la identidad cívica de los florentinos, fue inscrito:... " ¡Es ganador el que defiende su patria, Dios abatirá la ira de un enemigo gigante, para hacer ganar a un gran tirano! Venced, ciudadanos ". También en la élite se utiliza el arte para promocionarse, la administración republicana de Medici se comprometió a colaborar con el buen gobernante e ilustró; para sobrevivir a las crónicas de los ciudadanos que hablaban con entusiasmo de los diseños decorativos de la ciudad, parecía que no se preocuparan por el coste de ello, sino, traer la felicidad a la población de manera explícita. A finales del siglo, sin embargo, la opinión pública empezó a preguntarse si estos proyectos eran de hecho ordena al bien común o simplemente por la gloria personal de los Médicis y otras familias poderosas, y por lo tanto justifica la apelación, tanto entre las personas y entre algunos miembros de la élite, la prédica religiosa del monje Savonarola contra el lujo ostentoso, la opresión de los pobres y la decadencia moral que llevó a la destrucción en hogueras públicas numerosas obras de arte hasta que el movimiento fue reprimido con su ejecución, además de una hoguera en la plaza público. Incluso con los cambios ocasionales de este tipo, el sistema de patrocinio público se mantuvo en vigor durante todo el Renacimiento, no solo en Florencia, siendo generalizada. La contemplación de estas obras en los museos modernos, por lo descontextualizar las partes de su ubicación en los primeros palacios, iglesias y plazas públicas, los priva de gran parte de su significación socio-cultural.

### Fundamentos teóricos
Hoy en día resulta difícil hacerse una idea de la enorme importancia que el arte tuvo en esos días, pero los relatos históricos confirman que había realmente un intenso entusiasmo despertado en todas las capas de la población, y en particular, por supuesto, entre artistas, mecenas y teóricos. Los documentos describen el calor del debate intelectual en la crítica mordaz, la execración del artista perezoso o no calificado, desbordando en alabanza la obra maestra, la exaltación de la figura y patrón liberal. Para obtener más erudito que era el arte del Renacimiento en sus fundamentos teóricos, y más refinado que se ha convertido en la cuestión formal y técnico, no hay que perder de vista el hecho de que era un arte verdaderamente popular. Las obras más importantes de la época fueron creados para el consumo público y no privado para deleite de unos pocos iluminados, y por lo tanto su lengua debería ser - y ha sido - entendida por todos, al menos en sus principios generales, necesariamente se preserva la capacidad de comunicación completa. con las masas. En el estudio de las bases conceptuales que permitieron que este arte a una circulación y una receptividad tan amplia, André Chastel definido dos ideas clave:
- El deseo de dar nueva vida a los tiempos antiguos, la "antiquitatis restitutio", para aquello que había sido imprudente e injustamente ignorado en siglos anteriores, que más tarde dio lugar a la acuñación del término "Renacimiento". El mayor cumplido que un artista debía ser comparado con los grandes maestros de la antigüedad clásica. Mientras que en la pintura gótica se mantuvo más o menos visible a mediados del siglo XV, fue el arte en tres dimensiones, la arquitectura y la escultura, las innovaciones que ganaron terreno antes, y que puso bajo la autoridad de los clásicos parecía una necesidad más urgente. Era más una cuestión de crear buenas obras sí mismos, sino para dibujar todo un sistema de modelos generales formales. En esta búsqueda de la práctica de copiar modelos de obras antiguas se convirtió en un paso previo ineludible para cualquier alumno, y enriqueció el repertorio de formas disponibles. En relación teórica repetidamente deploró la pérdida de tratados sobre el arte de la antigüedad, que eran conocidos solo a través de citas o fragmentos escasos en trabajos posteriores, y que excitaba la imaginación de cada uno. Uno puede imaginar lo que significa, en este contexto, el redescubrimiento en 1414 por el florentino humanista Poggio Bracciolini 's tratado De architectura, el romano Vitruvio, quien además de ser una gran obra de arquitectura técnica, es también una valiosa pieza de la estética clásica. Del mismo modo, los escultores, leyendo literatura clásica, vi esas listas de nombres tan famosos Fidias, Policleto, Praxíteles, que sabían de su admiración producción atrajo en su tiempo, pero sin saber sus obras - la gran mayoría de lo que hoy es ver en los museos solo se descubrió después - aspiraba a crear sustitutos. En consecuencia, dice Chastel, en muchos sentidos el siglo XV se dedicó a la tarea de reparar las fortunas de la historia, la producción de obras equivalentes a las que nunca debería haber desaparecido.[36] Esto condujo directamente a otra idea:

- La estrecha relación entre el discurso literario-teórica y práctica artística. Para que la excelencia elogió el primero podría ser revivido, es fundamental para formular un cuerpo conceptual coherente para resolver el problema básico de la representación - la contradicción entre el idealismo y el interés en esta antigua observación de la naturaleza, o entre lo universal y lo particular. En la segunda mitad del siglo XV, como se detallará más adelante, el problema se resolvió en esencia, las ideas humanistas se consolidaron y fueron asimilados platonismo Vitruvio y Alberti tuvo una gran contribución adicional. Para ellos, la antigüedad fue de nuevo aquí y ahora. Prueba de ello fue la práctica de la restauración sistemática de grecorromanas piezas fragmentarias numerosas, pero hoy en día como la distancia histórica nos permite ver, de acuerdo a los estándares del Renacimiento y no muy viejo. En ese momento la diferencia aparentemente no se percibe inmediatamente en toda su longitud, y solo con el nacimiento gradual de la arqueología y la ciencia Antigüedad llegó a ser visto desde una perspectiva de los hechos históricos.[37]

Leon Battista Alberti fue una de las grandes figuras de la primera fase del Renacimiento italiano. Humanista multidotado, se dedicó sobre todo a la arquitectura, la filosofía moral y la teoría del arte, pero fue considerado por sus contemporáneos como el prototipo del hombre universal renacentista, que une la brillantez intelectual de las prácticas de los logros más importantes, y llevar una vida éticamente modelado. Sus tratados teóricos ejerció gran influencia durante mucho tiempo, ya partir de sus estudios de Vitruvio revivió uno de los principios centrales del arte clásico, la definición de belleza como armonía entre todas las partes de un objeto. También trabajó el concepto de mimesis, la teoría de las proporciones, las relaciones con la ética del arte y la ciencia, y se invoca una función social para el trabajo del artista en el espíritu de la paideia griega. A través del arte de su tiempo como un deudor de los antiguos, pero considera superior porque se trata de una multiplicidad de nuevos conocimientos científicos que les faltaba. Él creía que el arte tiene el poder para crear un mundo mejor para todos, ya no abandonar su motivación educativa y moral, y juzgado unidad esencial entre la teoría y la práctica. Acerca de la escultura escribió un breve tratado, De statua, y también se refirió a su aedificatoria De re, que reiteró sus principios filosóficos generales, y según Carlos Brandão, proporciona un método y un sistema para la medición de la artista en el que podría moverse en libertad sin perder de vista la universalidad que justifica su trabajo, haciéndose de manera ética para convencer al público de la verdad de su palabra y la acción.
En De statua Alberti propuso como todas las artes derivadas de un único principio creador, la naturaleza, y muchos de los conceptos de una forma de arte estaban perfectamente aplicable a la otra. Según su teoría, la naturaleza tiene un doble papel para el artista: él sugiere que es posible crear algo similar a ella, siendo el almacén universal de las formas de espera para que el artista les da significado, y cuando el artista, memorizando estos formas naturales, puede prescindir de imitación directa se convierte en un parámetro de naturaleza correctiva que permita la calidad de la obra de arte juzgados, garantizando que la obra no se desvía demasiado del modelo natural y que les permite distinguir entre lo que es genérico y atemporal y lo que es privado y de pasajeros. La estatuaria era para él especialmente sensibles a los problemas inherentes a la mimesis, mimesis y se distinguió de la pintura y la escultura. Pero eso no fue suficiente para hacer una imitación literal escultura de la naturaleza, era necesario que estaba imbuida de un tamaño ideal y vehiculase significado, es decir, era relevante para la humanidad. Aun así reconoció la dificultad que el artista trabaje de la naturaleza para alcanzar el ideal, ya que no hay manera en el mundo es perfecto, pero siempre imperfecto e impuro, y trató de mantener vigente el rescate de los dos lo universal y lo particular, porque por un lado la trabajo mimético retrata al Hombre, también retrata a varios hombres, que deben ser caracterizadas de acuerdo a sus particularidades. Mediante el uso de estas dos herramientas conceptuales, un establecimiento de un canon de proporciones y formas genéricas y la realidad fija en el esquema abstracto infinitamente reproducibles, el dimensionamiento, y otra que define a las personas, movimientos y posturas particulares, la finitio, la escultura podría constituyen una forma estable que no se encuentra en el mundo perecedero de las formas, una estabilidad que era el fundamento mismo de hacer arte como un medio para conocer y comprender la verdad de las cosas. En el diálogo creativo entre dimensiones y finitio los resultados de las mediciones de mimesis menos real que el deseo de forjar en realidad un principio que rige las diversas circunstancias, y produce un modelo de belleza ideal, capaz de dar forma a la descripción de lo particular sin perder su universalidad, que es la fuerza que transmite a su sentido artístico y la enseñanza ética. En In re aedificatoria dio la escultura de una dimensión más histórica y colectiva que en su otro trabajo, que es el uso más operativa, técnica y privado del escultor. El análisis de los monumentos públicos, Alberti les veía como recuerdos de eventos capaces de infundir en los hombres el ejemplo de la acción virtuosa, curando almas, y para consolidar las generaciones futuras glorias y victorias de las ciudades y sus héroes. Recomendó que la representación de los héroes y personajes sagrados que el artista debe estar guiada por la moderación, sobriedad y dignidad y no ceder a las peticiones extravagantes obras puramente sensoriales. Además, dijo que no todos los sujetos fueron susceptibles a la representación, sino solo aquellos que podían moldear positivamente la conducta de los hombres. Por último, las obras deberán ser de materiales resistentes a la intemperie, porque eso sería un símbolo de la continuidad de la virtud contra los accidentes y las desgracias de la fortuna.
El otro escrito sobre la escultura fue el escultor Lorenzo Ghiberti, en su Comentarii, en tres volúmenes. En la primera parte dibujó un panel sobre la historia del arte basado en la antigua Historia Naturalis de Plinio el Viejo y De architectura de Vitruvio. A partir de estos autores tuvieron un elogio del arte clásico, ha explicado la ciencia contenida en la pintura y la escultura y se coloca como actividades creativas entre los más difíciles artes liberales, ya que requiere un alto grado de conocimiento, y por lo tanto desestimó el artista sin educación. Para él, la práctica de la escultura combinado un dominio teórico de significantes y significados, así como un talento natural (ingenio) y un aprendizaje sólido práctico (disciplina) con el campo esencial de dibujo y perspectiva. Alberti distinguida como la mímesis de la escultura pictórica, y se esforzó por dar una base científica a su arte, comparable al rigor de las matemáticas, a pesar de reconocer el papel de la invención y la fantasía. En su enfoque de la mímesis demostró estar al tanto de los problemas de la óptica y las inexactitudes de la percepción visual. El trabajo también es interesante traer un montón de citas de autores antiguos y traer su propia autobiografía, la primera de un artista en aparecer en la historia de Occidente. Por desgracia, la tercera parte de Comentarii, donde al parecer el tratamiento de la relación entre la teoría y la práctica, se ha perdido.
El tratado más original fue que la introducción en la discusión teórica sobre el sentido del tacto como uno de los elementos indispensables para la adquisición de conocimientos. La idea no es nueva, de hecho, ya ha sido discutida por Aristóteles en la antigua Grecia, y después de él por Santo Tomás de Aquino, pero volviendo al tema resulta interesante porque el segundo toque se consideró una larga tradición a la baja, más conectado con animales cara del hombre y su sensualidad que al intelecto y el espíritu, que se asociaron fuertemente con la visión. Pero Ghiberti reafirmó su importancia diciendo que el contacto fue capaz de proporcionar conocimientos específicos, inalcanzable por la visión, y animó a sus lectores a explorar táctilmente las esculturas, aunque reconoce que este conocimiento sea realmente vinculado a los temas de sexualidad, en la que varios escritores estuvieron de acuerdo. El tacto inherente a la escultura también entró en el debate acerca de cuál era el arte más noble, una controversia conocida como la cuestión de paragone, que se extendía hacia el interior en el siglo XVI, la participación de Miguel Ángel y Leonardo, pero con resultados no concluyentes.
Todavía debe ser considerado como un gran teórico Leonardo da Vinci, quien trabajó en el Renacimiento tardío. Según Chris Murray, su importancia como escritor radica en su demostración de la potencia intelectual del arte como un método de investigación de la naturaleza, y sus escritos sobre el arte debe ser estudiado en el contexto de su investigación científica de los fenómenos naturales, aunque se ha centrado más en la pintura, sus ideas se difundieron ampliamente en todos los círculos artísticos. A través de extensas observaciones del mundo natural que pretendía extraer leyes que permitan su reconstrucción eminentemente suposiciones sobre el arte, la transformación del arte en una confirmación de las leyes naturales. Su profundo interés en el movimiento le llevó a identificarla como la causa de la vida y relacionarlo con el universo de las emociones. El estudio de la anatomía humana, hecha de conformidad con los procesos de crecimiento y sus implicaciones para la emoción, la acción y la percepción, y concibe al hombre como un espejo de toda la Naturaleza, un microcosmos dentro del macrocosmos. Alabando la visión a través de los otros sentidos, poner la pintura sobre la escultura y su exclusiva combinación de la teoría y la investigación empírica ha reconfigurado el crítico de arte, y un modelo para las generaciones futuras.
En resumen, la teoría se define el arte renacentista como una forma de conocimiento. Participa el dominio de una amplia gama de habilidades y técnicas específicas y más ambiciosos en sus expresiones, destinados a abarcar el dominio de todas las técnicas y habilidades, es decir, un conjunto de todo el conocimiento disponible la formación de un hombre universal. Los teóricos hizo hincapié en la relación del arte con el conocimiento especulativo, el tipo de conocimiento superior, abstracto, pero eran conscientes de que el satisfacer estaba indisolublemente ligado a un estudio metódico de carácter muy cerca de los objetos científicos, naturales y el legado de La edad, la vinculación también a hacer, lo que implica la acción, el movimiento, la total dedicación al trabajo, y por extensión, la conducta asociada social, la disposición general contra el mundo, un modo ideal de actuar en la sociedad, la ética y la estética interrelacionados teoría y la práctica, y la integración de artesano, público, mecenas y crítico en un sistema unificado que tiene como principal justificación de su existencia era su vocación social y educativa, y su mayor fuerza, la capacidad de dar forma a símbolos colectivos valores visibles y eficiente. Grande fue entonces la responsabilidad del artista como el portavoz de su cultura entera, expresando sus ideales y expectativas, la definición de las identidades individuales y colectivas, instruir y educar a su público, y en el caso de la obra sagrada, contribuyendo a la salvación de las almas, ya que el arte sagrado era considerado una interfaz eficaz entre Dios y el hombre. A la vista del hombre del Renacimiento como el centro del universo, las ideas fueron implementadas plásticamente medio de afirmación de la presencia humana en la naturaleza, y, por su conducto, dominarlo, lo critican, coaching ello, organizar y generar cultura sociedad y revelando la esencia divina y el hombre creativo y los poderes de su imaginación y su libertad. Como James Elkins, una nueva concepción del arte que surgió en el Renacimiento está directamente relacionada con una nueva percepción del significado de la representación y el papel del arte como supervisor de toda la capacidad de representación del hombre, tanto como una facultad mental como una práctica social, y como una necesidad absoluta para la supervivencia del hombre como autoconsciente, racional y culturales, diferentes animales. El idealismo presente en gran parte de la escultura renacentista, por otra parte, era tanto un legado del clasicismo obtenido como respuesta a una necesidad de elegir la mejor forma de representación entre todas las posibles, de modo que la vocación social del arte se cumple se incrementará y el bien común. De aquí se deriva la improvisación total y todo idiosincrasia muy personal en su creación fueron suprimidas.
En un momento de creciente interés en el estudio de la Naturaleza, el problema de cómo reconciliar las visiones idealistas con lo observado en el mundo exterior fue sintetizado directamente en el concepto de decoro, que estableció las leyes de la relación entre el idealismo y el realismo de la imagen, lo que permite el orden mundial y el fin del arte entró en un proceso de corrección mutua. Este principio fue similar a la utilizada por los antiguos griegos, pero hasta el Alto Renacimiento, la fase final del período, se mantuvo un interés definido en la caracterización de las emociones y estados mentales, expresó en un tratamiento más realista de fisonomías especialmente cuando el trabajo era un retrato, mientras que el arte clásico antiguo centrado su atención más en la belleza del cuerpo, al no haber desarrollado una tradición en el retrato, pero en el helenismo. son sutiles distinciones, sobre el cual no hay consenso en la crítica moderna, y hay que recordar que no hay soluciones fuertemente unificado, con muchas variaciones entre la producción de varios profesores, algunos se inclina hacia un más idealistas, otros más hacia el realismo, y otras variables siguen haciendo mezclas de ambos, variando en función del tema tratado y las escuelas regionales de muchos. Estas variantes se aclaran en un estudio más detallado de las carreras de algunos de los escultores más destacados del Renacimiento italiano.
De todos modos, eran conscientes del hecho de que toda representación es más que una ficción, pero ningún hecho concreto o idea que desea emular, pero trató de hacer esta ficción era lo suficientemente eficaz para ser un instrumento de acceso La verdad, para el decoro no era un simple recurso ilusionista, pero revelador, algo no mirar hermoso, pero no muestran la verdadera belleza a través de un proceso de purga de impurezas esencialmente éticos. es mejor la esencia del arte esquivo ejemplificado el uso sistemático de la perspectiva, el elemento de estructuración espacio plano más potente y la representación pictórica que se utilizó en los relieves escultura bajo los mismos principios. La perspectiva consiste en la organización de la imagen desde un único punto centralizado de vista, la determinación de las proporciones de las figuras en la disminución de la progresión para los que están más alejados del plano, también guiar el diseño de arquitecturas y paisajes de escenas. El resultado fue un espacio unificado y coherente que subordina todos sus componentes a un principio estructurador único, logrando excelentes resultados que imitaban la percepción visual con éxito ilusionista del observador de una verdadera escena tridimensional. El desarrollo del punto central de la perspectiva, desde la perspectiva de la antigüedad multifocal, fue una de las contribuciones más importantes y seminales para el arte renacentista de Occidente, sigue en uso hoy en día.

#### Alto Renacimiento
Esta ciudad de Roma, a través de la beneficencia de Sisto ... Estaba tan extensamente restaurado y adornado que parece haber sido fundada de nuevo.
Aurelio Brandolini

Todos estos conceptos teóricos se consolidaron, sintetizado y reinterpretada en el período final, llamado el Alto Renacimiento, aproximadamente entre 1480 y 1530, cuando los artistas comenzaron un proceso de eliminación de su oficio orígenes buscando un alineamiento con el intelectual, el arte comenzó ser vista como un bien en sí mismo, desconectado de sus obligaciones sociales, surgieron las primeras ideas para sistematizar la enseñanza del arte en las academias, muchas otras ciudades han entrado en el actual renacimiento general, y el idealismo parecía predominar. En ese momento Florencia ya no era el centro más importante del Renacimiento tras haber sido suplantada por Roma, que recuperó su prestigio como sede del papado en el siglo anterior después de haber sido abandonada por Aviñón y haber caído en ruinas. Con el reinado de Sixto IV y sus sucesores inició su recuperación con un gran diseño de los edificios públicos, y hacia 1500 ya se podía decir que era una vez más "la cabeza del mundo". Julio II dio un impulso a la mayor glorificación de la ciudad y del papado, afirmando su liderazgo con una filosofía universal del expansionismo territorial y la reafirmación de Roma como heredero directo del Imperio Romano y los papas como sucesores de los dos de San Pedro como Julio César. Los escritores sagrados y los portavoces del momento fue aún más lejos, diciendo que Roma era la nueva Jerusalén, la consumación de todo lo que fue prometido por los Patriarcas, la capital de una nueva edad de oro. La ciudad también se convirtió en un importante centro financiero, su patricio bancarrota si recompusiera buscando matrimonios entre la clase rica de grandes comerciantes y banqueros, y atrajo a muchos artistas a la vanguardia, fundando una escuela local con sus propias características y dejando allí el conjunto más importante de obras del Alto Renacimiento. Jugó un papel decisivo en la definición de la dirección de la escuela de la iglesia patrocinadora, con un orden de valores muy diferentes de patrocinio secular de Florencia y otras comunas italianas. Además de los papas, gran parte del alto clero se interesó activamente en el arte. Según el análisis de Arnold Hauser, solo bajo el gobierno papal se podría crear un gran estilo realmente cosmopolita, que sintetizó las ideas del antiguo clasicismo e hizo otras escuelas regionales de arte pareciesen parroquiales. La obra de Miguel Ángel en Roma, en el área de la escultura siempre que los ejemplos más perfectos de esta síntesis.
Sin ningún tipo de interrupción con las propuestas del siglo XV, el arte de principios del siglo XVI siguió celebrando concepto válido de decoro y un sentido de la fidelidad a la naturaleza, y de hecho parece haberse reducido aún más esta relación, pero el paso del naturalismo Vivaz el Quattrocento florentino por el austero clasicismo, regulada e idealista Cinquecento romano fue realizada por una sociedad aristocrática impregnada de recuerdos de la grandeza del Imperio Romano y los ideales de la caballería en peligro de extinción, que quería evitar cualquier cambio social - una fase en la que Italia tiene estaba siendo invadido por varios puntos de Francia, Alemania y España y la burguesía subió rápidamente - y fue mucho más lejos de las personas que, por ejemplo, el gobierno republicano de Florencia. Esta sociedad cristalizado un código de conducta basado en reclamos artificiales fuera de lugar acerca de su propia dignidad, y traté de vivir, o más bien pretender vivir, de acuerdo con un código ético ficticio, ya que la historia relata la arrogancia de la elite patricia, los abusos de poder del papado y su ímpetu belicoso e imperialista, el nepotismo en la Iglesia y la inmersión del alto clero de la época en los asuntos mundanos luciendo un estilo de vida principesco, cosas todas ellas que figuraron entre las causas directas de la reforma protestante.
Por esta aristocrática vida social fue altamente ritualizada y debe regirse por las leyes de la armonía -la moderación, sobriedad, elegancia, autocontrol emocional y la supresión de toda espontaneidad, incluso los gestos- y lejos de todo lo que se consideraba burgués y plebeyos. Incluso los temas trágicos del drama ha sido eliminada, y la tendencia se volvió hacia atmósferas contemplativas e interiorizado, como es evidente en la Piedad de Miguel Ángel. Las esculturas creadas para esta audiencia son los formularios enviados a los principios de economía, la dignidad, la estabilidad, la paz, la nobleza, el equilibrio, dándoles un aura majestuosa, atemporal y que está más allá del alcance de la gente común. Por otra parte, los artistas de este período podría diseñar sus formularios en una marcadamente más coherente e integrado que sus predecesores, el abandono de la tendencia analítica de las fases anteriores, que a menudo daban un aspecto de las composiciones de grupos aleatorios de elementos dispares unidos solo por necesidad y no por una organicidad interna verdadera, revela la tremenda lealtad de alta Escultura del Renacimiento a la Naturaleza, no los detalles de las personas. Sin embargo, su armonía, aunque muy bien hecho en términos plásticos, tenía una motivación utópica y artificial: se quiere perpetuar un mundo que ni siquiera existía, un mundo de paz, la alta moral, la dignidad y el equilibrio, sin ningún conflicto. El arte concreto, en este contexto, se convirtió en irrelevante, porque era un arte destinado modelos de pantalla de validez universal, imperecedero e incorruptible, en una medida sin precedentes en el arte italiano. No deja de sorprender el gran éxito de esta propuesta en lo artístico terreno, teniendo en cuenta la corrupción y el cinismo de la sociedad que le dio origen, sino que da testimonio de la fuerza de todo el cuerpo detrás del diseño conceptual y estético, al menos tenía una importancia superlativa, que representa el resultado un proceso continuo de búsqueda de la perfecta unión entre lo natural y lo ideal que era perseguido por siglos. Incluso en el terreno era un perfil de arte sacro profano, fue diseñado para parecerse a un gran espectáculo, y la literatura de la época elogió más gloria, la majestad y el triunfo de la secular martirio y santidad.
En 1527, este mundo sufrió un devastador golpe cuando Roma fue invadida y saqueada por las tropas del Sacro Imperio Romano en medio de un baño de sangre, que marca un hito en la cultura renacentista. Los críticos modernos no han llegado a un consenso sobre si después de este evento es posible hablar todavía del Renacimiento en Italia, ya que para muchos parece perfectamente claro que el ambiente cultural cambió dramáticamente, desapareciendo la autoconfianza, el optimismo y la libertad antes, dando lugar a una arte que todavía tenía el clasicismo como una referencia fuerte, interpretarse de otras maneras. Y no solo eso, fue otro golpe a la declaración de cisma protestante, que minó la unidad de la cristiandad, negó la autoridad del Papa y la Iglesia Católica ha adoptado en las medidas de mediados del siglo XVI extensos para el combate, dirigiendo arte religioso para los demás caminos bajo un pesado manto de censura previa. Estos argumentos parecen prevalecer entre los investigadores recientes, por lo que este estudio de la escultura del Renacimiento italiano no penetra en el manierismo.

### El contexto religioso y la escultura sacra
Muchas veces se asocia al Renacimiento con un proceso de secularización de la sociedad, pero esto es solo en parte es correcto. Como prueban las iglesias y museos de hoy, una enorme cantidad de arte renacentista trató temas religiosos, y la Iglesia Católica fue, con mucho, la mayor clienta individual entre todos los que estaban. Incluso el debate filosófico laico dedicó gran parte de sus esfuerzos para tratar de comprender mejor la relación entre el hombre y Dios, y en ningún momento surgió ningún cuestionamiento serio sobre la verdad de la religión como un todo o de sus dogmas específicos, o el entusiasmo de eruditos por el clasicismo pagano tenían ningún poder para desalojar al cristianismo de su lugar central en esa sociedad.
La estatuaria sacra del Renacimiento, como toda arte sacra de la época, fue creada con el propósito de establecer un medio de comunicación mediada con Dios y los ángeles y santos, y como una especie de monumento que pudiese recordar constantemente al devoto los principios esenciales de la fe a través de una compleja red de convenciones simbólicas representacionales, entonces de dominio público, con respecto a actitudes, gestos, posturas y expresiones fisonómicas de las figuras y el carácter general de la composición y de la narrativa. Hablando sobre el abordaje de la estatuaria sacra, Alberti había prescrito que los artistas que prefirieron modos serios y dignos, sin excederse con imágenes grandilocuentes o raras, puesto que parecerían más hijas del furor que de la virtud, e incapaces, por su excesivo sublime, de ser alcanzadas por la comprensión del público común, fallando en su papel pedagógico, aunque fueran capaces de maravillar la vista. Sin embargo, durante el Alto Renacimiento se observó una nítida inclinación hacia la idealización y el sublime. Los santos, apóstoles y mártires ya no podían ser configurados con las facciones del hombre común, tal como ellos habían sido en realidad y como habían sido retratados en la mayor parte del siglo XV, aunque estas facciones fueran en buena medida generalistas y no específicas, pero se volvieron imágenes augustas, impasibles, graves y solemnes, completamente sobrehumanas, en posiciones altamente ritualizadas.
Aparte de eso, el arte sacro deber analizarse contra la panorámica mayor, como parte de una elaborada política de salvación, de las almas a través del patronazgo de obras devocionales, ya que la salvación en aquella época exigía una combinación de fe con obras piadosas, obras que podían ser de varias formas -la encomienda de misas por los muertos, el costeamiento de embellecimientos de iglesias y las donaciones a los pobres- considerando la caridad como uno de los cimientos sociales. A través de esos actos el devoto ganaba el derecho a la reducción de sus penalidades después de la muerte, permaneciendo menos tiempo en el purgatorio. Con eso fue natural que se utilizaran grandes sumas de dinero en el financiamiento del arte sacro. Siendo las oraciones por los muertos otro medio de obtener alivio en el purgatorio, se volvió una práctica el erigir grandes monumentos fúnebres tanto para hacer eterna la memoria de los fallecidos y atraer la piedad de todos, como para embellecer los templos. Así, el monumento fúnebre fue uno de los grandes mercados para la escultura renacentista, y al contrario que en la Edad Media, cuando se erigían muchos años después de la muerte del homenajeado, en el Renacimiento aún en vida los individuos se preocupaban en crear sus túmulos. La tumba de la élite italiana, que podía darse el lujo de encomendar un monumento caro como ese, era generalmente un construcción bien elevada encima del suelo, ocupando un nicho en una iglesia, con una ataúd para el cuerpo y una estatua, busto o medallón con la efigie del muerto aparte de una variedad de elementos decorativos accesorios, como falsos cortinados, doseles, escudos y estaría, entre ángeles, personajes alegóricos, imágenes de santos o de Cristo y la Virgen.
Dentro del aparato litúrgico otras piezas tenían una función prominente, y recibieron tratamiento escultórico, revelando la estrecha asociación entre escultura y arquitectura a lo largo de todo el Renacimiento. Una de ellas era la pila bautismal, por ser donde el recién nacido ingresaba en la vida cristiana por el bautismo, se le eliminaba la mancha del pecado original. En muchos casos la pila estaba localizada en un edificio independiente de la iglesia, como los grandiosos baptisterios de Florencia y Pisa. Otras piezas eran el púlpito, desde donde el sacerdote predicaba la palabra divina, el balcón del coro, donde permanecían los cantores del culto, los tabernáculos para guardar el Santísimo Sacramento, y los altares, que podían tener retablos escultóricos en relieve o estatuaria de bulto completo. Aunque la principal pieza de devoción fuera un cuadro, que era una regla establecida en un gran conjunto de características arquitectónicas, ornamentación muy escultural. Otras partes de la iglesia también tenían adornos en escultura, como las fachadas, los tímpanos de los portales, los capiteles de las columnas, los santuarios de santos y otros detalles.
En el ámbito religioso es interesante volver brevemente a la cuestión de la interactividad con las estatuas sagradas, desde la perspectiva de contacto físico como Ghiberti había expuesto en el tacto, que juega un papel apreciable. Después debidamente consagrar una estatua de un santo se convirtió en un medio de comunicación con él, y sobre todo entre la gente era a menudo criticado para recibir las gracias solicitados en las oraciones. Había rituales específicos en los que el contacto directo con las imágenes era una parte integral del servicio, como las procesiones en honor de los santos y las ceremonias donde el niño Jesús era tomado de los altares, pasado por los brazos de varias mujeres y besado, y el fervor emocional generado originó prohibiciones del clero contra el exceso, en la mayoría de los casos ningún efecto práctico. También en ese tiempo las mujeres piadosas solían tener en sus hogares estatuas de Jesús niño vestido y las manipulaban como si fueran bebés.

### La representación del cuerpo y el desnudo artístico

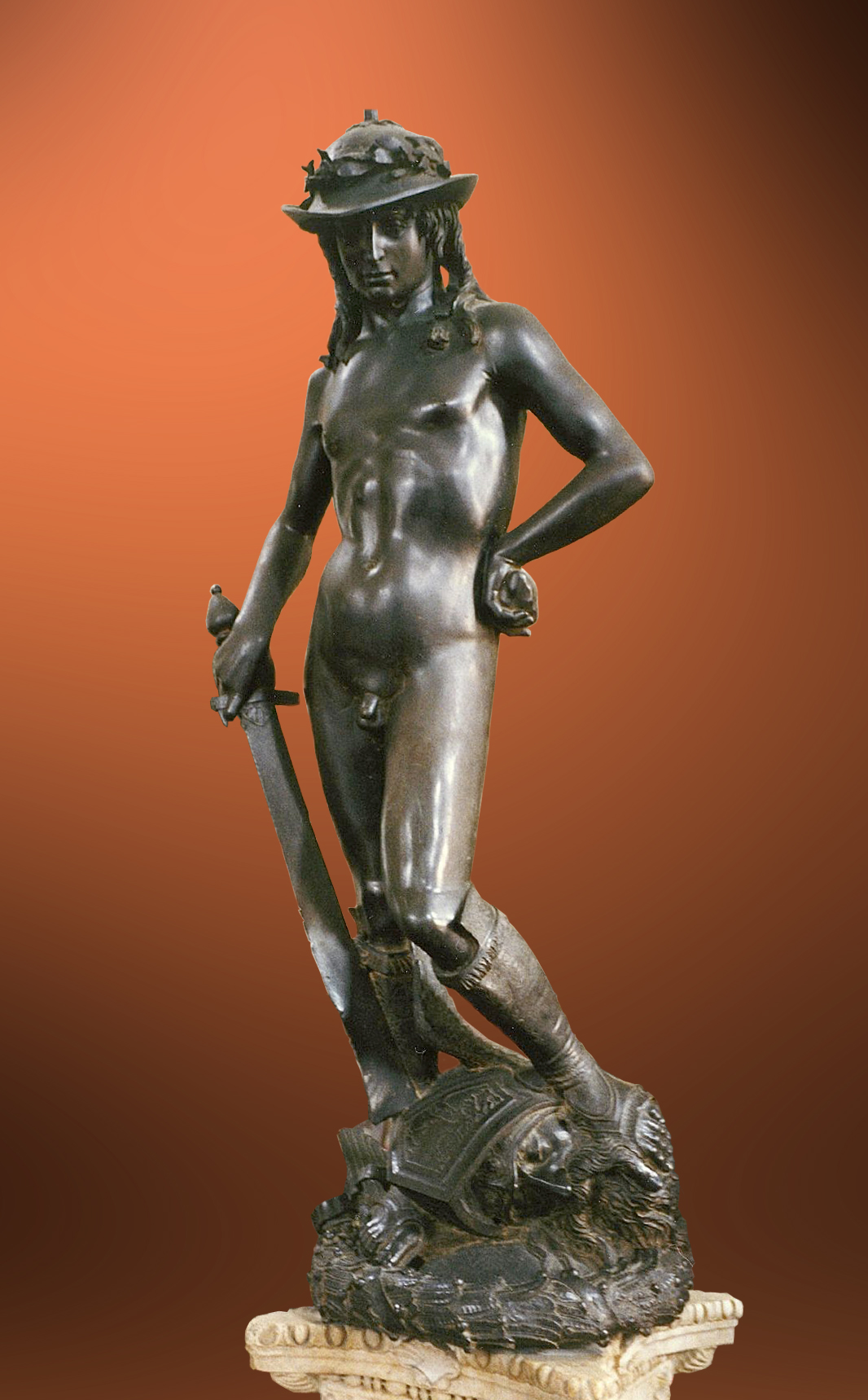
Donatello: David, 1430-1432. Museo Nazionale del Bargello, Florenia.

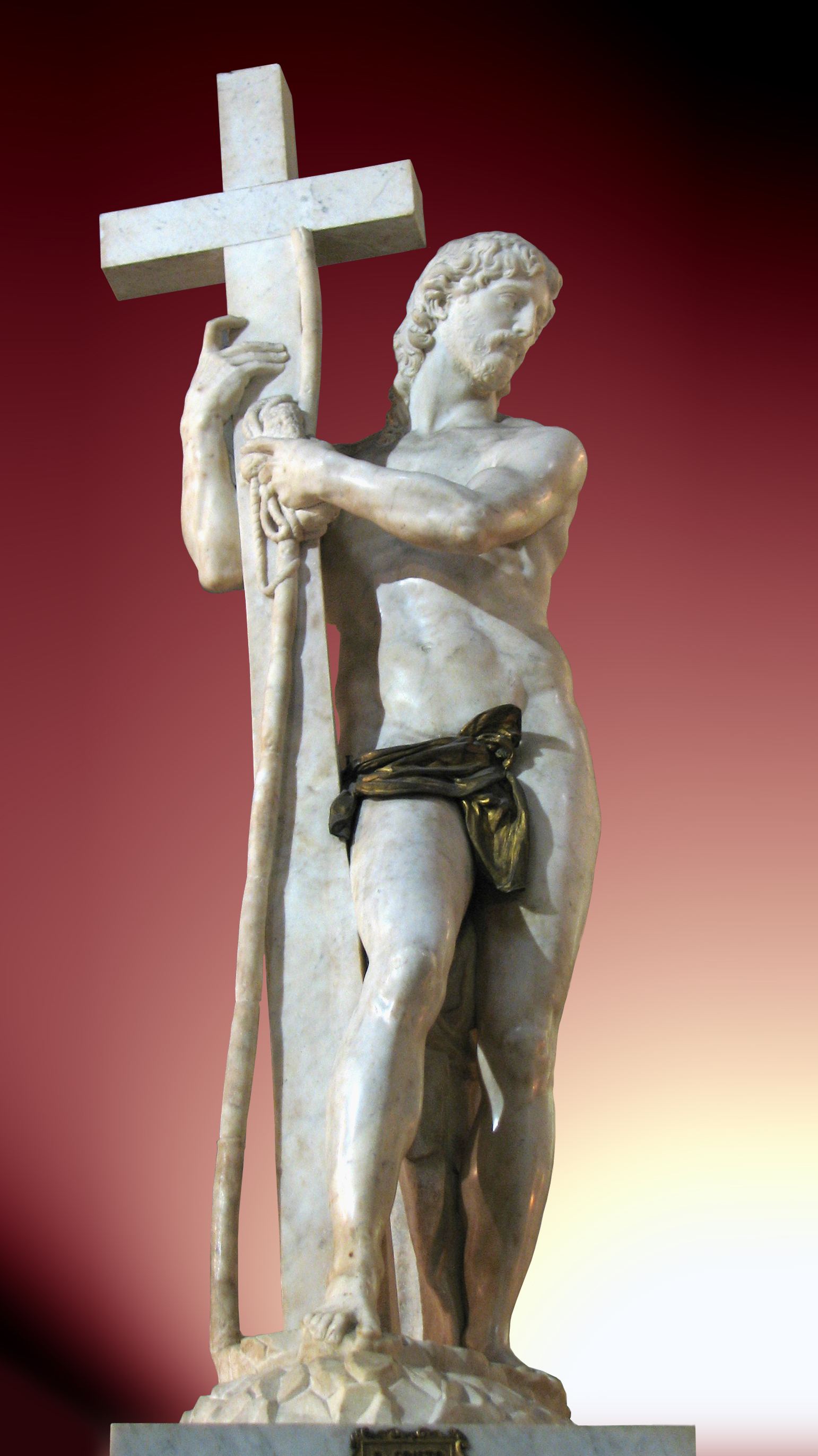
Miguel Ángel: Cristo redentor, 1519-1520. Santa Maria sopra Minerva, Roma.

Después de la disolución del mundo romano y la creciente influencia del cristianismo, el tema del cuerpo humano salió de la escena del arte. A diferencia de los paganos clásicos, los cristianos no cultivaban los juegos atléticos y hasta tenían una divinidad que requiere la imagen, como se desprende de los Diez Mandamientos que el hombre está prohibida la creación de ídolos. Además, la moral cristiana animó el celibato y la castidad, y el desnudo se convirtió en un símbolo del pecado de la leyenda de la caída de Adán y Eva. Sobre la base de estas ideas, se debe a la destrucción de la Cristiandad la mayor parte de la inmensa colección estatuaria clásica donde el desnudo tuvieron un papel destacado. Después de que el desnudo solo apareció muy esporádicamente, por lo general en imágenes de Adán y Eva , para señalar su vergüenza, la imagen del hombre se ha convertido muy esquemática, el abandono de cualquier conexión con el naturalismo, y la belleza natural del cuerpo humano fue completamente ignorado. Como ya se ha mencionado, desde el siglo XII comenzó el naturalismo del proceso de recuperación de la escultura a través de la educación humanística en las universidades y, algo más tarde, el recalentamiento del estudio de las reliquias escultóricas de la antigüedad, donde el desnudo es presencia constante; por lo tanto, el desnudo renacentista se ha restaurado a una posición de prestigio como símbolo tanto de una reencarnación del clasicismo, y una nueva posición del hombre como centro del universo y como un ser dotado de belleza, mejorando su forma natural como un espejo de su espíritu divino. Pico della Mirandola en 1496 resume esta nueva concepción en su Discurso sobre la dignidad del hombre, donde la invocación de las Escrituras, exaltó el ser humano:
"Así que cuando se creó ... No había entre sus arquetipos (de Dios) que podrían generar una nueva descendencia, ni había en sus tesoros algo que podría dar como herencia a su hijo pequeño (el hombre)... En fin el artesano supremo ordenó la criatura que no había dado nada propio debe tener la posesión de todo lo que en determinados tipos diferentes de ser. Él tomó al hombre, una criatura de imagen no específica, lo que señala un lugar en el centro de mundo, y dijeron: Nosotros no dimos ni un domicilio fijo ni una forma que es solo tuya ni ninguna función propia de usted solo, Adán, por lo que de acuerdo a sus deseos y su juicio se podía tener y poseer la casa, forma y las funciones deseadas... La naturaleza de todos los demás seres es limitada y restringida en los límites de la ley que establece. Usted, libre de todos los límites, según el libre albedrío nos dé, definirás por sí mismo los límites de su naturaleza. Te ponen en el centro del mundo para que usted pueda ver más fácilmente todo lo que contiene. Nosotros no hemos hecho una criatura de los cielos o en la tierra, ni mortal ni inmortal, para que con la libertad de elección y con honor, como el creador de sí mismo, se puede modelar la forma en que se hizo. Usted tiene el poder de degenerar en las formas inferiores de vida bruto. Usted tiene el poder, nacido de la discriminación de tu alma, de renacer en las formas superiores que son divinas ".
Él solo dio forma verbal una tendencia que ya estaba presente en Italia desde el siglo XIII, ya que se percibe en los relieves de Nicola Pisano, ya se ha mencionado, y después de él un gran número de escultores trabajó el cuerpo humano en esta perspectiva muy optimista y magnificado, que estaba vestido o desnudo, aunque el desnudo apareció como un tema particularmente atractivo por su práctica ausencia en los siglos anteriores. Margaret Wertheim dijo que el arte renacentista casi podría resumirse como un largo himno a la forma humana. Margaret Wertheim dice que el arte renacentista podría casi ser resumido en un largo hilo con forma humana. Se pensaba que la nobleza de un cuerpo refleja la nobleza del alma; movimientos del cuerpo hasta el Renacimiento fueron los movimientos del espíritu viviente que lo anima, y sus formas y proporciones se habían establecido por Dios a la perfección, así como el Artista Supremo había ordenado el cosmos a la perfección, con todas sus partes en armonía. Fue para el artista, ya que, utilizando su experiencia y su base teórica, sus propias observaciones de la naturaleza y el ejemplo de los maestros de la antigüedad, trata de acercarse a la escultura lo más posible de la natural. La obra divina se hizo necesario para artistas renacentistas, investigaciones anatómicas detalladas con el fin de comprender mejor el funcionamiento de las articulaciones, la organización de la masa muscular, la estructura ósea subyacente, los movimientos y posturas, la distribución de pesos. Hasta la época de los artistas del Alto Renacimiento estaban en la vanguardia en este campo, el logro de sus estudios de la información más técnica que los médicos y científicos, aunque los cuerpos de la práctica de disección estaba rodeado de tabúes y permanecen generalmente prohibido, y sus observaciones renacentistas, la inspección superficial de modelos desnudos en vivo, registrándoles en dibujos diminutos.
La primera estatua desnuda importante plena creado desde la antigüedad fue el bronce David de Donatello (1430-1432). A pesar de que es un hito en la historia del arte y ha causado sensación cuando se muestra, era una reaparición discreta, ya que el trabajo tiene menor escala que natural, pero su juventud, tan bien representada, según Sorabella, es un verdadero símbolo del renacimiento de este género en el arte de Occidente. Una representación de tamaño natural tendría que esperar todavía un tiempo para llevarse a cabo, que se producen con el famoso Adán de Tullio Lombardo, tallado entre 1490 y 1495. Una representación en tamaño natural requeriría un largo tiempo para realizarla, como la célebre escultura de Tullio Lombardo, esculpida entre 1490 y 1495.
El interés por el desnudo se hizo tan grande que apareció en abundancia a la iconografía del Niño Jesús, como parte de la idea de enseñar el devoto tanto su humanidad y su divinidad. Pero no solo el niño Jesús fue representado desnudo, un importante Cristo Redentor en su edad adulta y completamente desnudo fue creado por Miguel Ángel entre 1519 y 1520. No hay evidencia para creer que Miguel Ángel tenía la intención de sorprender al público, y Leo Steinberg sugiere que, además de desnudez completa sea una referencia al concepto de la desnudez heroica de la antigüedad, debe haber sido visto por el autor como un símbolo de carácter redentor de Cristo, que para redimir a la humanidad del pecado eliminado su necesidad de avergonzarse del cuerpo, para la vergüenza nace solo después del pecado original. Su desnudez, en sentido estricto, se ajusta plenamente a la ortodoxia religiosa, porque la cultura del Renacimiento había hecho hincapié en la doctrina de la encarnación del Logos y la humanidad de Cristo y desarrollado una iconografía de demostrarlo. Años después sus genitales expuestos fue cubierto con un manto de bronce, ya que serán considerados ofensiva. El interés en natural, personificado en la búsqueda de la imitación de la aparición de la vida, y la admiración por los logros técnicos y estéticos del arte antiguo, son claros en palabras del humanista Poggio Bracciolini:
"Estoy muy encantado con las esculturas y bronces realizados en la memoria de los grandes hombres de la antigüedad me veo obligado a admirar su genio y el arte, ya que transforman cambios una cosa e inerte en algo que parece respirar y hablar. A menudo también representan las emociones del alma para que algo que no siente dolor o la alegría se ve como si ríe o llora".
Este deseo de poder imitar la realidad, dando a la escultura una apariencia de vida, la esencia del concepto de mímesis, el artista y el mecenas del siglo XV estaba íntimamente ligada a la labor de la funcionalidad del arte, lo que le permite cumplir con sus objetivos en diálogo con el público, ya sea estimulando el afecto devocional una estatua sagrada, la capacidad de manera convincente recrear un acontecimiento histórico para despertar el espíritu cívico de los ciudadanos, o bien expresar la belleza pura de un cuerpo humano, una obra maestra de la creación divina, transportando al espectador a la contemplación de la bondad y la maravilla de su propia naturaleza de Dios.

## Mitología
El panteón grecorromano fue condenado desde los primeros días del Cristianismo. Se llamó a los antiguos dioses de demonios, y su religión de un engaño del Diablo para perder a la humanidad, pero los modelos formales de la estatuaria clásica, incluida la de culto, continuaron siendo usados por los artistas paleocristianos, y el prestigio de la estatuaria pagana continuó elevado a lo largo de varios siglos. Prudencio, al final del siglo IV, todavía recomendaba que se preservaran las estatuas de los ídolos paganos como "ejemplos de la habilidad de grandes artistas, y como adorno espléndido de nuestras ciudades", y Cassiodoro relató cómo todavía se hacían esfuerzos en el siglo VI d.C. para conservar esculturas antiguas como testimonio de la grandeza imperial para la posteridad. Sin embargo, luego la política del papado y del imperio cambió, estimulando una asombrosa ola iconoclasta en todo el imperio que decretó la desaparición de la vasta mayoría del fabuloso acervo de obras de arte acumulado a lo largo de los siglos anteriores.

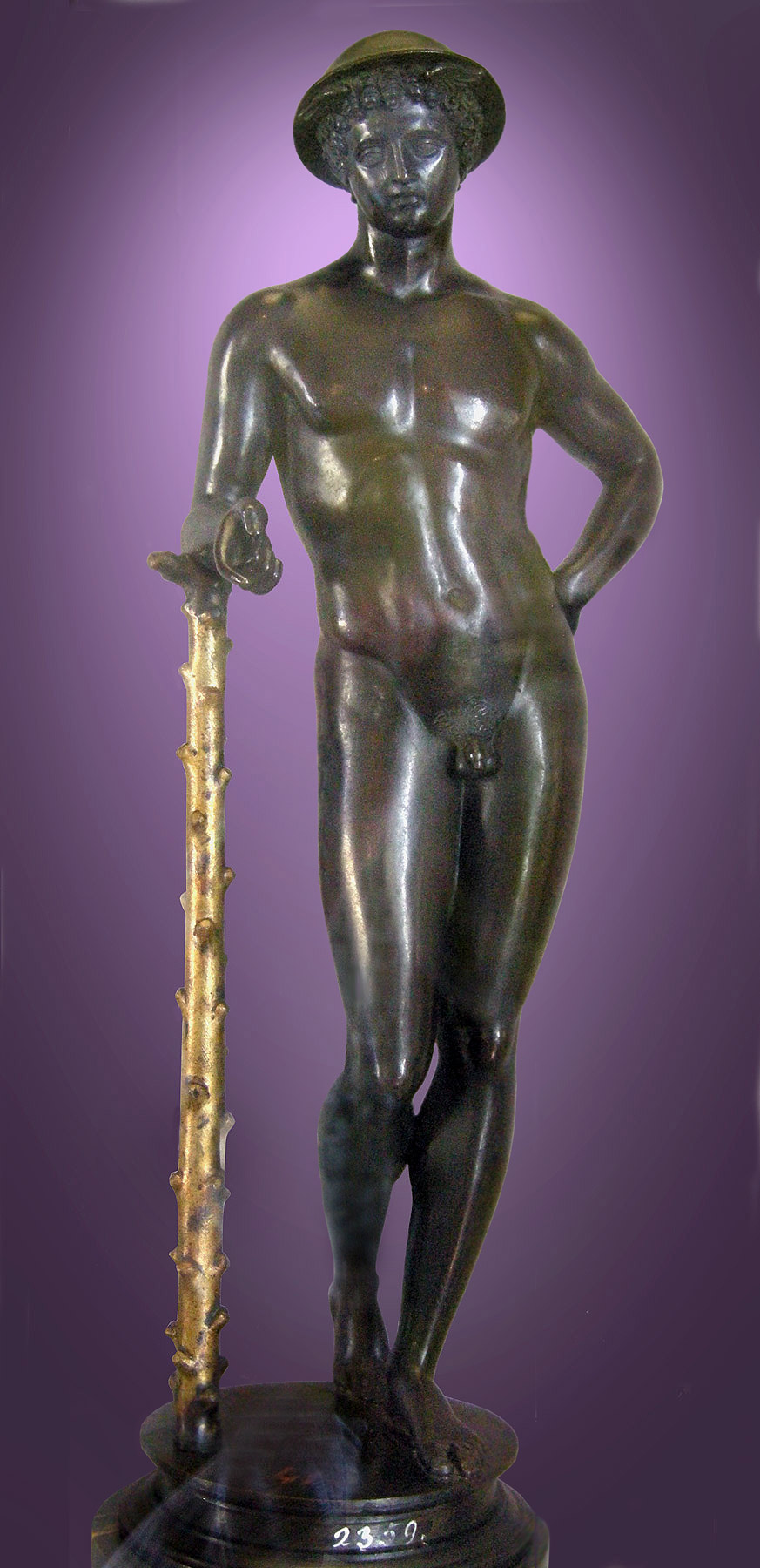
Antico: Mercúrio. Kunsthistorisches Museum, Viena.

Con la consolidación del cristianismo en toda Europa en los siglos siguientes, el "peligro" pagano fue superado, y sus mitos pasaron a ser vistos más como leyendas curiosas, solo parte de la historia cultural de la humanidad. Entre los siglos X y XI, sin embargo, los mitos comenzaron a ser reinterpretados como alegorías morales, como ya lo habían sido entre los griegos y romanos, lo que en el siglo XII se convirtió en una práctica generalizada, y se llegó al punto de rever la condenación de los antiguos Padres de la Iglesia para encontrar en la mitología una prefiguración de las verdades cristianas, como había sugerido San Agustín. Sin embargo, permanecía en la cultura un folclore negativo acerca de los ídolos paganos, considerándolos imágenes plasmadas bajo la inspiración del Diablo u obra de brujería. En el tiempo de Dante y Petrarca los círculos ilustrados comenzaron a vencer esa aversión, y llegando al siglo XV el interés por las representaciones de los dioses de la Antigüedad había crecido enormemente. Este giro en parte se debe al nuevo interés por el desnudo artístico, y también al esfuerzo de los humanistas en "salvar" la filosofía pagana a través de su interpretación bajo la óptica moralizante cristiana y racional, y de ese modo la mitología pudo ser "salva" en beneficio de la poesía de la obra de arte. Humanistas como Cristoforo Landino y Marsilio Ficino, en sus reelaboraciones del platonismo a través de sus lecturas de Porfirio, Jámblico y Proclo, llegaron a la exquisita y altamente ética visión platónica de las divinidades, y los mitos antiguos se convirtieron en vehículos de pensamiento filosófico renacentista. 
Más que eso, se descubrió en esos símbolos de elevada sabiduría bajo el disfraz de aquellas historias tantas veces inmorales y violentas, las mismas verdades predicadas por el cristianismo, y de eso se concibió la idea de que todas las religiones son en esencia igualmente dignas, y que la forma de los mitos fue creada para proteger la Verdad de la profanación vulgar. Aunque estas conclusiones no llegaban a las capas del pueblo, entre los letrados florentinos la disolución de las fronteras entre Cristianismo y Paganismo vino a la herejía, aceptando los dogmas de la Iglesia solo en su sentido alegórico y no literal. Pero eso no pasó desapercibido por la Iglesia, que tuvo medios para regular los abusos. Ficino, que decía públicamente que Platón debía ser leído en las iglesias, en 1489 fue acusado de magia ante Inocencio VIII, y tuvo que hacer una completa defensa con la ayuda de un arzobispo para evitar su condenación. Problemas similares enfrentó a Pico della Mirandola con sus 900 tesis, de las cuales algunas fueron consideradas heréticas.
Otra parte del rescate de la mitología se debe al interés renacentista por la astrología, donde los dioses desempeñan un papel fundamental caracterizando tipos psicológicos y los mitos funcionan como modelos de comportamientos y de procesos vitales. Ficino, por ejemplo, imaginó su vida y el trabajo bajo un tránsito de Saturno por Acuario. A través de la astrología los dioses antiguos prestaron un gran servicio a la cultura del Renacimiento describiendo varios elementos del mundo real hasta entonces sin ninguna explicación disponible. Tanto el pueblo como los nobles e incluso miembros del clero hacían consultas amparadas a astrólogos profesionales, y se tomaban decisiones en función de lo que los astros, cuyos nombres eran nombres de dioses paganos, preveían. Además, como los diversos mitos expresan una amplia gama de situaciones muy cercanas al mundo de los humanos, a diferencia de la religión cristiana y sus ideales de pureza, altruismo, penitencia, renuncia al mundo, caridad y donación de la propia vida en beneficio del prójimo, tantas veces y la utópica e inalcanzable para la experiencia del pueblo común e incluso de la élite, la representación mitológica se ha convertido en un vehículo perfecto para dar voz a lo que aún no tenía una - la infinita paleta de matices de sentimientos específicamente humanos y comunes a todos, que interesaban todos, siendo una fuente inagotable de inspiración y ofreciendo un vasto repertorio de tipos descriptivos de la diversidad humana.